# Vagn- & Maskinfabriksaktiebolaget i Falun

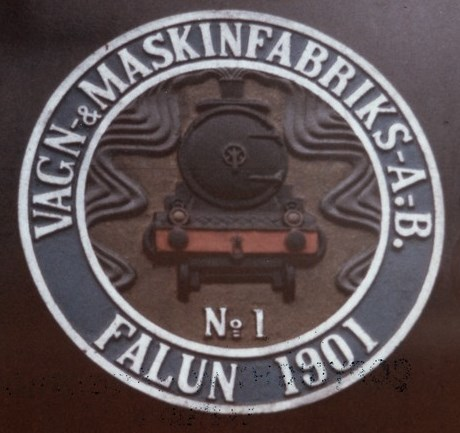
VMF:s tillverkningsskylt.

Vagn- & Maskinfabriksaktiebolaget i Falun (VMF) var en svensk vagns- och lokomotivtillverkare som grundades 1899 som dotterbolag till Stora Kopparbergs Bergslags AB i Falun. Företaget övertogs 1918 av AB Svenska Järnvägsverkstäderna i Linköping, (ASJ) men namnet VMF användes ända till 1943. Fram till 1917 byggde företaget 246 lok och fram till 1943 totalt 504. VMF tillverkade såväl ånglok och ellok som järnvägsvagnar.
Erik Johan Ljungberg som 1875–1907 ledde Stora Kopparbergs bergslags AB som disponent, verkställande direktör och styrelseordförande var den som 1899 tog initiativet till att starta VMF som dotterbolag till Stora Kopparbergs Bergslags AB. Det anses att VMF och företagets begränsade framgång var hans enda misslyckande som företagsledare.

## Förhistoria
Det var förmodligen i Schönfeldska huset på Stora Nygatan 30 i Gamla stan i Stockholm som 8 personer samlades den 25 augusti 1898. Enligt protokollet från mötet beskrevs det som “överläggning och beslut rörande väckt förslag att bilda ett aktiebolag för tillverkning af rullande material för järnvägar”. Schönfeldska huset var fram till 1875 Jernkontorets lokaler. 1898 hade Stora Kopparbergs Bergslags AB sitt Stockholmskontor i husets andra våning.
De närvarande var: :
- Landshövdingen i Kopparbergs län Claës Wersäll (f. 1848)
- Disponenten i Stora Kopparbergs Bergslags AB Erik Johan Ljungberg (f. 1843)
- Verkställande direktören i Trafikaktiebolaget Grängesberg–Oxelösund Vollrath Tham. (f. 1837)
- Brukspatronen vid Gravendals bruk Knut Falk (f. 1836)
- Trafikdirektören vid Stockholm-Västerås-Bergslagen trafikaktiebolag Ernst Johan Lindqvist (f. 1839)
- Trafikdirektören vid Frövi-Ludvika Järnväg John Johnson (f. 1847)
- Direktören i Grängesbergs gemensamma förvaltning Anders Erik Salvén (f. 1847)
- Disponentassistenten och chefen för bolagets järnhantering i Stora Kopparbergs Bergslags AB Carl Sahlin (f. 1861)

Vid mötet framställde Erik Johan Ljungberg ett förslag “att anlägga och drifva en större fabrik för tillverkning af huvudsakligen järnvägsvagnar och lokomotiv samt att för ändamålet bilda ett aktiebolag”.  Ljungberg motiverade sitt förslag med “att nuvarande svenska verkstäder faktiskt icke på långt när kunde tillfredsställa våra järnvägars behov av rullande materiel”. Tham, Johnson, Lindqvist, Falk och Salvén tillstyrkte alla Ljungbergs förslag. Under diskussionen framhölls “att fabriken ställdes under god ledning samt utrustades med tidsenliga anordningar och arbetsbesparande specialmaskiner, så att densamma blefve möjligast konkurrenskraftig och äfven under försämrade konjunkturer kunde påräkna sysselättning och gifva vinst”. Man räknade med att fabriken skulle kunna konkurrera med utländska tillverkare eftersom importtullen på lokomotiv var 10 % och på vagnar 15 % av inköpspriset. John Johnson argumenterade för att fabriken skulle kunna exportera till Norge, Danmark och Finland. Johnson presenterade för mötet följande statistik för 1896 över befintliga järnvägar och rullande materiel:
| Land             | Km järnväg | Lokomotiv | Personvagnar | Godsvagnar |
| Sverige - staten | 3676       | 481       | 1232         | 11429      |
| Sverige - privat | 6222       | 595       | 1312         | 15684      |
| Norge            | 1552       | 202       | 618          | 4782       |
| Danmark          | 2142       | 389       | 1055         | 5903       |
| Finland          | 2468       | 209       | 542          | 5691       |
| Summa            | 16060      | 1876      | 4759         | 43189      |

Johnson beräknade att ersättningsinvesteringar i dessa länder årligen skulle motsvara 60 lokomotiv och 2100 godsvagnar. Till detta kom nyanskaffning p.g.a. ökad trafik och nyanläggning av järnvägar.
Man beslöt att inleda processen att bilda ett aktiebolag. Ändamålet för aktiebolaget skulle vara “tillverkning och försäljning af järnvägsmateriel samt idkande af annan till maskinverkstad hörande verksamhet”. Aktiekapitalet skulle vara minst en och högst tre miljoner. Aktier skulle tecknas för 1000 kr styck. Ingen öppen inbjudan till aktieteckning skulle göras. Deltagarna på mötet skulle själva inbjuda personer att teckna aktier. I mötesprotokollet skrevs “i första hand sådana personer, som intaga en ledande ställning vid svenska järnvägar eller i sådana ega stor delaktighet”. Bolaget gavs också sitt namn – Vagn- och Maskinfabriksaktiebolaget.
Vidare beslöt man att bolagets verksamhet skulle förläggas till eller nära Falun. Motivet var att staden var centralt belägen i landet och hade god kommunikationer. Dessutom var stadens läge förmånligt när det gällde råvaruförsörjningen av järn och trä.
Ett verkställande utskott med fem ledamöter utsågs, Wersäll, Ljungberg, Tham, Salvén och Sahlin. De fick ansvar för att upprätta en stiftelseurkund, leda aktieteckningen, sammankalla till konstituerande bolagsstämma och andra uppgifter enligt lagar om bildande av aktiebolag. Det verkställande utskottet gavs uppdraget att bestämma den exakta platsen för fabriken i Falun samt “att i in- eller utlandet söka anskaffa lämplig chef för bolaget och fabriken. Sådan chefs tillsättande skulle dock göras beroende af blifvande bolagsstämmas beslut”.

## Bolagsbildning och byggnation
Entusiasmen bland de som tog initiativ till bildandet Vagn- och Maskinfabriksaktiebolaget går det inte ta miste på. Det verkar som att samma entusiasm fanns bland de som tecknade sig för aktier bolaget. Aktier för 1 miljon kronor tecknades snabbt. Det fanns dock de som höjde ett varningen finger. I en artikel med rubriken “Järnvägsmaterielindustrien” i Börstidningen 26 oktober 1898 kommenteras planerna på den nya fabriken i Falun. Skribenten ville “fästa uppmärksamheten vid den gamla oseden här i Sverge, att så snart en industri visar sig någorlunda lönande skola alla söka sin lycka på samma fält istället för att sätta in sina insikter, energi och kapital på bearbetande af nya områden för den mänskliga företagsamheten”. Efter ett resonemang om tillfälligt hög efterfrågan på järnvägsmateriel drar skribenten slutsatsen att “Och för en tillverkning af normalt omfång räcka våra nuvarande järnvagnsfabriker mer än väl till. De äro fullt mäktiga, om ock med lite större ansträngning än eljes, att tillgodose det starkare behov, som nu tillfälligt råder, hvadan anläggning av nya fabriker i denna väg endast kommer att leda till öfverproduktion med dennas alla sorgliga följder.” Skribenten var troligen tidningens falubördige redaktör Vilhelm Koersner (1860-1900).
Redan i oktober 1898 hade investerare tecknat sig för aktier till en summa av en miljon kronor. Därmed hade man säkrat det kapital som stiftarna angett i förutsättningarna för bolagets bildande. Det rapporterades också att bolaget avsåg i medeltal tillverka ett lokomotiv och fyrtio järnvägsvagnar i veckan.
Efter att arbetet med bolagsordningen var färdigt hölls en konstituerande bolagsstämma 12 januari 1899. Som ordförande för stämman fungerade landshövdingen i Uppsala Per Johan Bråkenhielm. De fem ledamöterna i det verkställande utskott förberett bolagsstämman fick alla plats i styrelsen. Claës Wersäll som ordförande, E J Ljungberg som vice ordförande samt Vollrath Tham, Anders Erik Salvén och Carl Sahlin som ledamöter. Sahlin utsågs också till verkställande direktör i väntan på att rekryteringen av en ny verkställande direktör blev klar. Till suppleanter i styrelsen utsågs Knut Falk, som var en av de som tagit initiativ till bolaget, samt löjtnant Anton Pihlström från Falun.
Vid styrelsemötet 22 mars 1899 valdes ingenjör Gustaf Svalling (1868–1934) till verkställande direktör för bolaget. Till detta beslutades att “verkställande direktörens löneförmåner bestämdes till tolf tusen kronor per år och fria resor i bolagets ärenden, hvarjemte han skulle ega att hyresfritt bebo manbyggnaden vid Främby samt åtnjuta fri vedbrand för husbehof, alltfrån den dag han befattningen tillträder“. Svalling var maskiningenjör med examen från Tekniska högskolan 1889. Åren 1889-1891 arbetade han vid Köpings mekaniska verkstad, åren 1891-1895 arbetade vid mekaniska verkstäder i Boston och Philadelfia i USA samt 1895-1899 vid B.O. Libergs fabriksaktiebolag i Rosenfors utanför Eskilstuna.

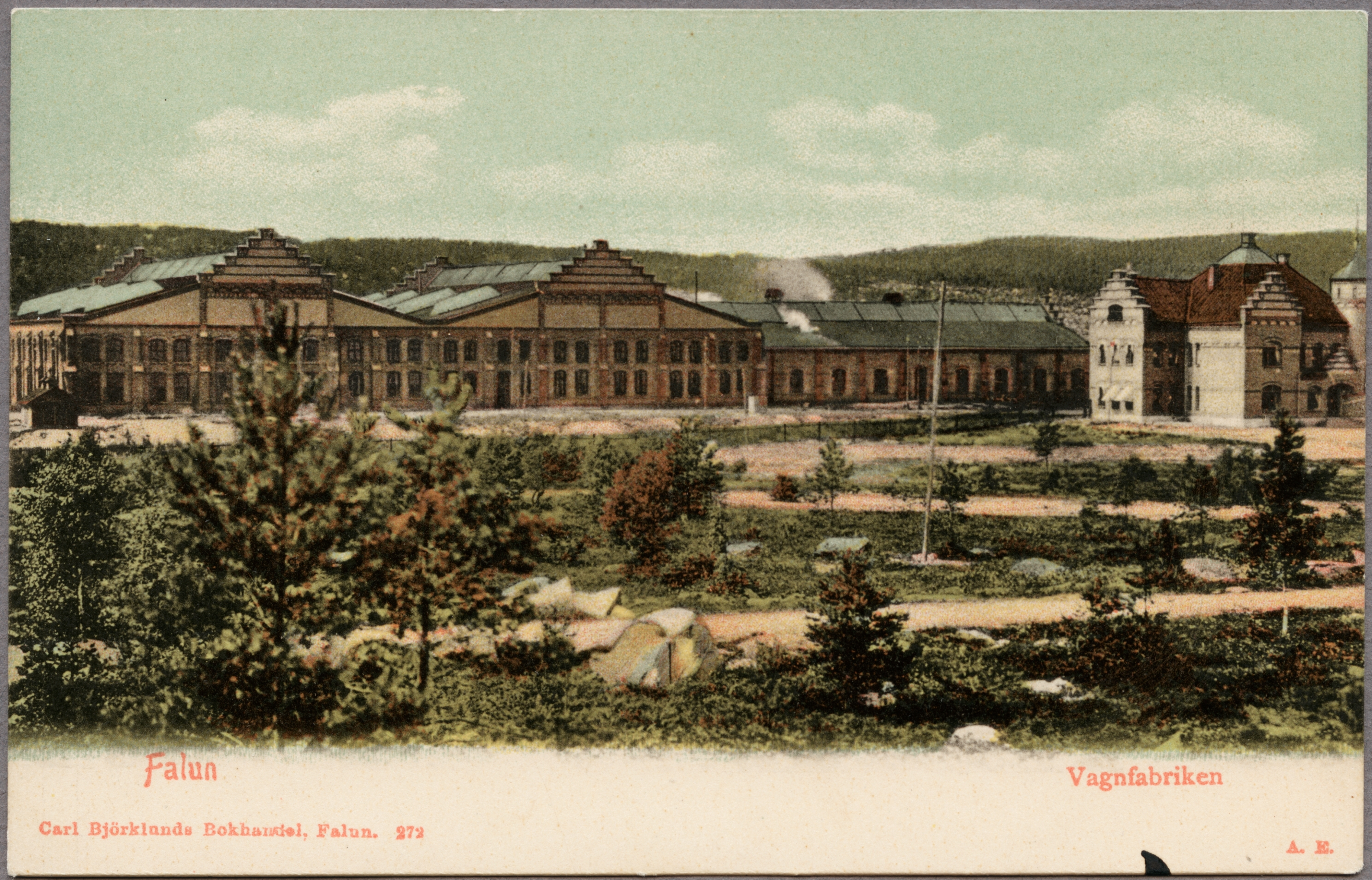
Vagnfabriken i Falun 1910-tal.

Den ursprungliga planen var att fabriken byggas inom Falu stad och i närheten av gruvan men fabriken fick “på grund av först senare ordnade markegoförhållanden i trakten av gruvan måst läggas utanför stadens gräns”. Det finns uppgifter om att man övervägde att placera fabriken i Korsnäs efter att Korsnäsbolaget 1897 beslutade att flytta sin verksamhet till Gävle. Carl Sahlin köpte under våren 1899 mark på Främbynäset och överlät marken och lagfarten till Vagn- och Maskinfabriksaktiebolaget. Vid styrelsesammanträde 14 april 1899 beslutades att den blivande fabriken skulle beräknas för  “en årlig tillverkning av 2000 godsvagnar och 50 lokomotiv” och att fabriken skulle byggas i Främby på “ett av styrelsen före sammanträdet besigtad område”.

## Företagets verksamhet
År 1900 arbetade omkring 600 personer vid företaget. Företagets första leveranser av lok uppvisade stora brister. I ett besiktningsprotokoll upprättat av personal från Statens Järnvägar sägs;
..ehuru många detaljer är utförda noggrannt och enligt gifna specifikationer, dock åtskilliga mer eller mindre väsentliga brister, tydande på en märkbar frånvaro af erfarenhet och specialkunskap i tillverkning av lok...
Statens Järnvägar lade år 1900 en order på 12 ånglok och under 1901 lades en beställning från staten på hela 400 malmvagnar av ny 3-axlad typ. Under 1901 fick också beställningar från privata järnvägsföretag bland andra från Bergslagsbanan med 100 godsvagnar Under 1903 fick företaget en beställning 100 malmvagnar av en förbättrad typ och dessutom 5 st 6-kopplade tanklok från Trafikaktiebolaget Grängesberg-Oxelösund Järnvägar. Tidigare under 1903 hade man till Gefle Dala Jernväg levererat 4 st 6-kopplade godslok, 3 st 4-kopplade snälltågslok och 2 st 6-kopplade tanklok.
Under 1912 sattes Vagn och fabriksaktiebolaget i Falun i likvidation och rekonstruerades som en avdelning inom Stora Kopparbergs beslags AB som då hade en fordran uppgående till 2,5 miljon kronor på VMF. Bergslaget ägde då redan samtliga maskiner i VMF. Aktierna ansågs värdelösa och övriga aktieägare förlorade sina insatser. Verksamheten i Främby överläts till AB Svenska Järnvägsverkstäderna 1918.
Man kan anta att Stora Kopparbergs Bergslags AB bristande förtrogenhet med mekanisk tillverkning till slut gjorde att verksamheten överläts till AB Svenska Järnvägsverkstäderna. ASEA övertog loktillverkningen i Främby 1972. Det sista loket levererades 1973 från Främby var SJ Rc 1106.

## Produkter

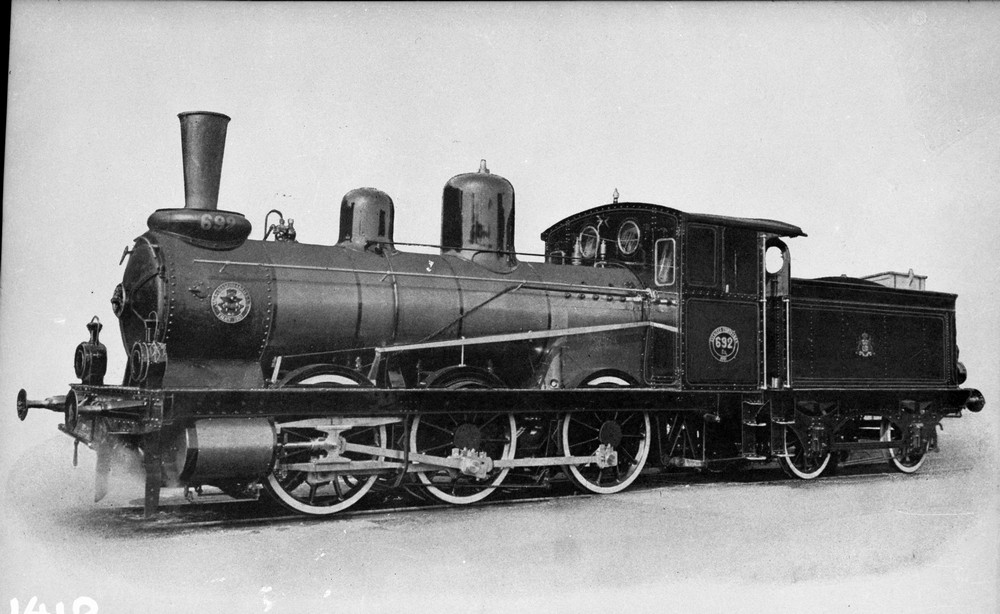
SJ Kd2 692. Tillverkades av 1901 för SJ med tillverkningsnummer 1. Totalt tillverkades 10 Kd2-lok för SJ av VMF (Tillverkningsnummer 1-10)
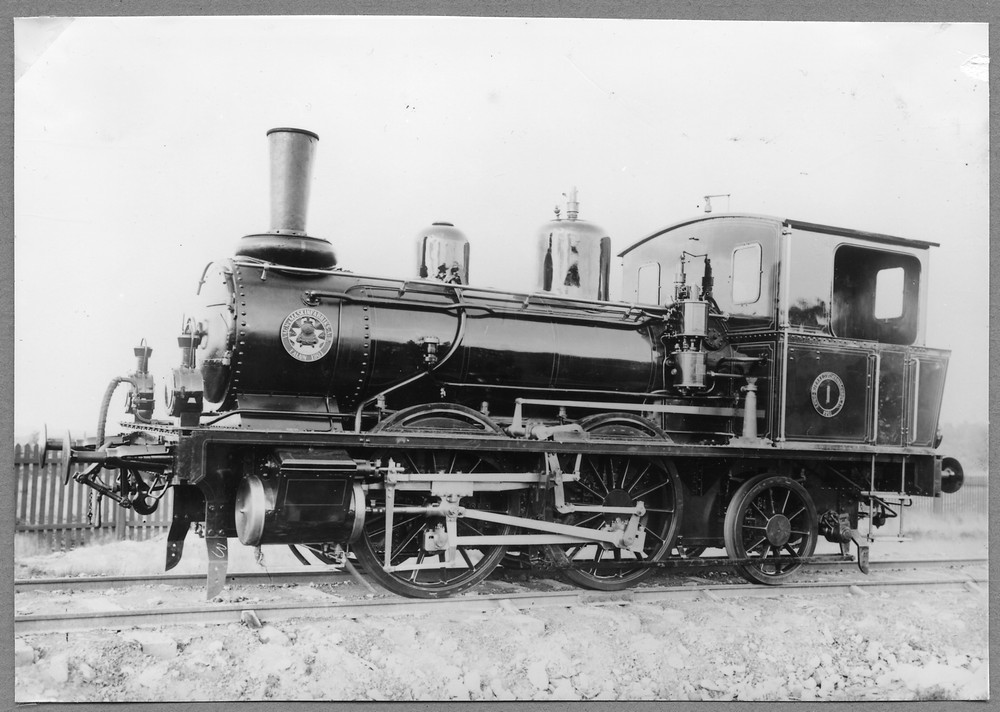
LBJ 1. Tillverkades av VMF 1901 för Lund-Bjäreds Järnvägar med tillverkningsnummer 11. Totalt tillverkades 2 lok av denna typ för LBJ av VMF (Tillverkningsnummer 11-12).
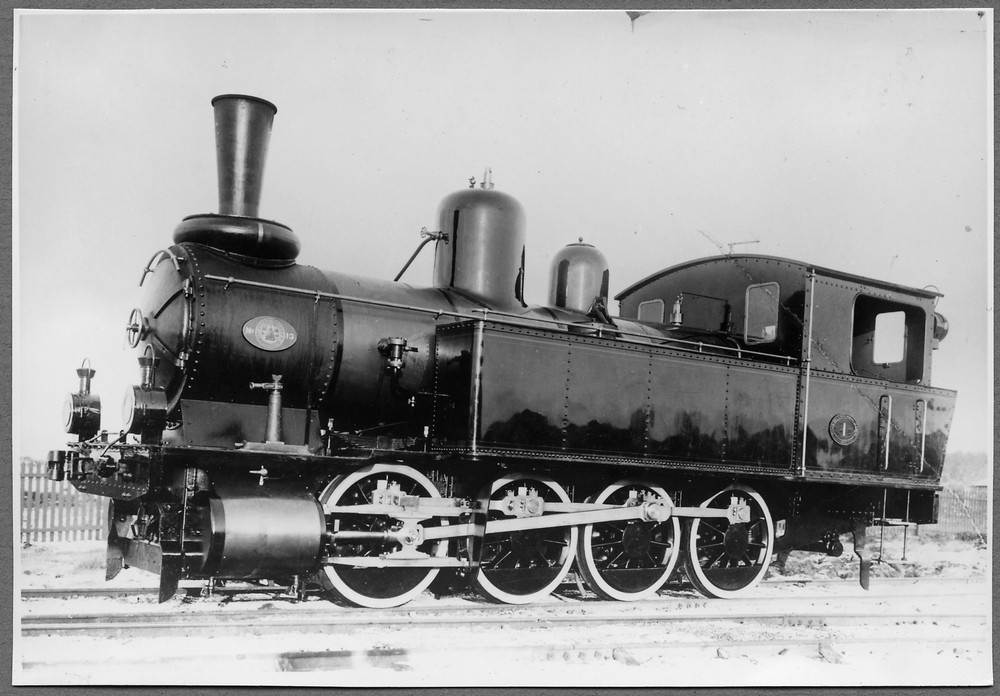
FVJ 1. Tillverkades av VMF 1901 för Falu - Västerdalarnes Järnväg med tillverkningsnummer 13.
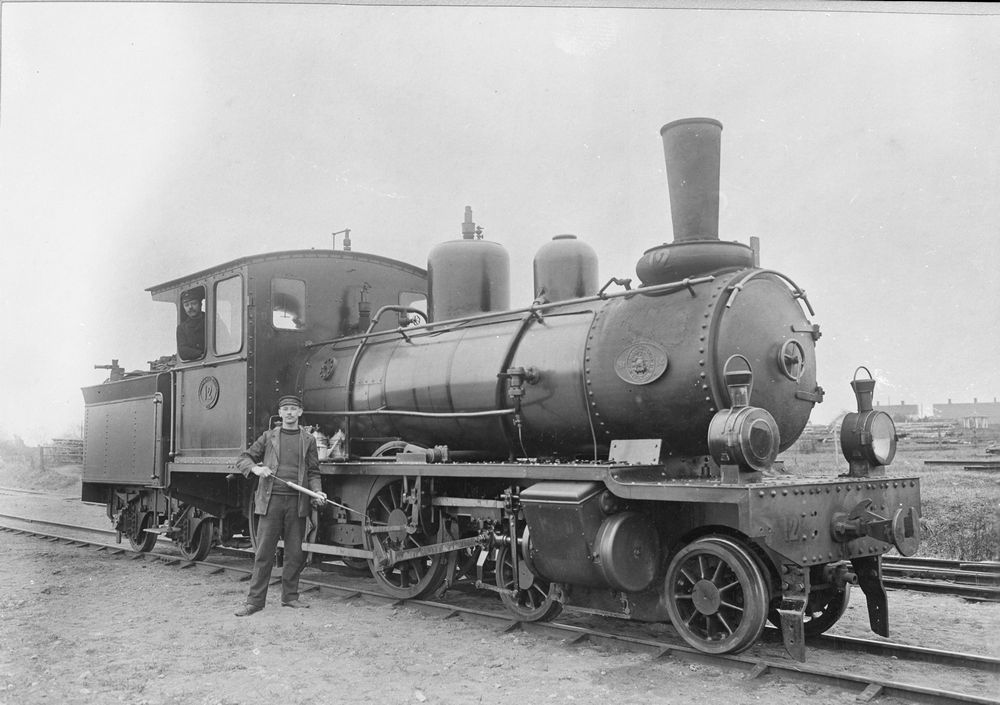
KTsJ 12. Tillverkades av VMF 1902 för Kalmar-Torsås Järnväg med tillverkningsnummer 14. Totalt tillverkades 2 lok av denna typ för KTsJ av VMF (Tillverkningsnummer 14-15).
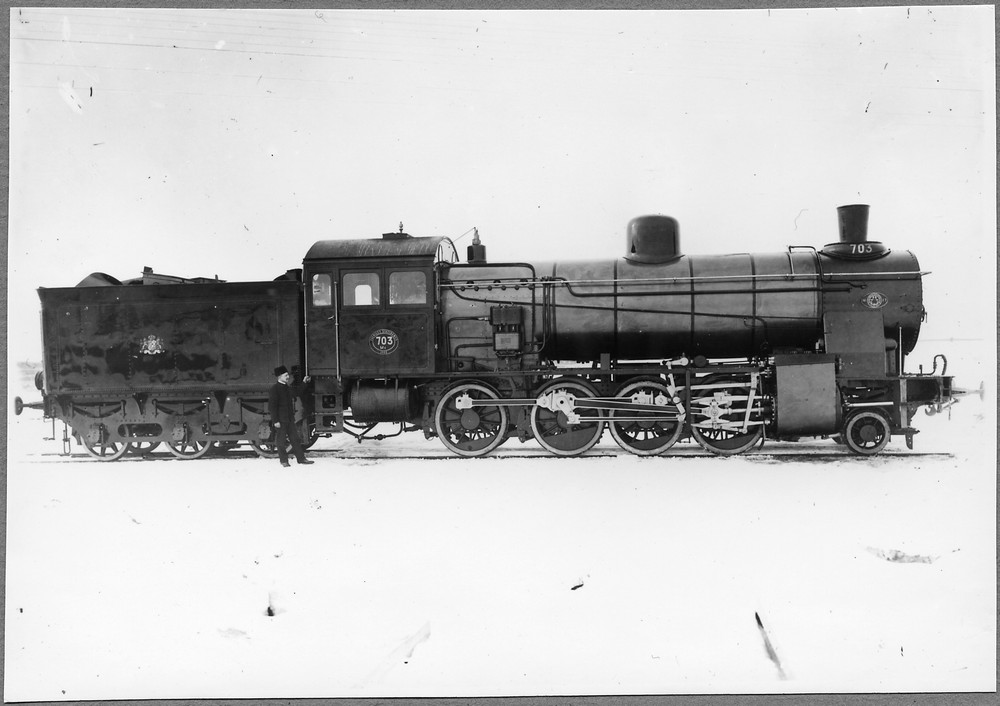
SJ Ma 703. Tillverkades av VMF 1902 för SJ med tillverkningsnummer 17. Totalt tillverkades 2 Ma-lok för SJ av VMF (Tillverkningsnummer 16-17)
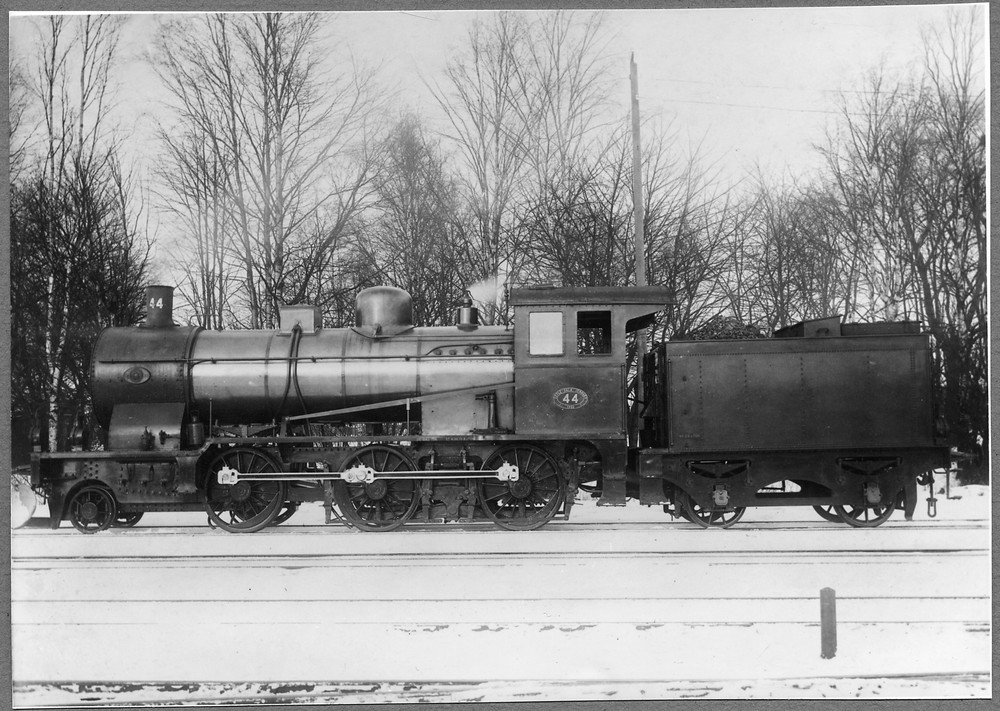
GDJ H 44. Tillverkades av VMF 1902 för Gävle Dala Järnvägar med tillverkningsnummer 20. Totalt tillverkades 4 H-lok för GDJ av VMF (Tillverkningsnummer 18-20,22)
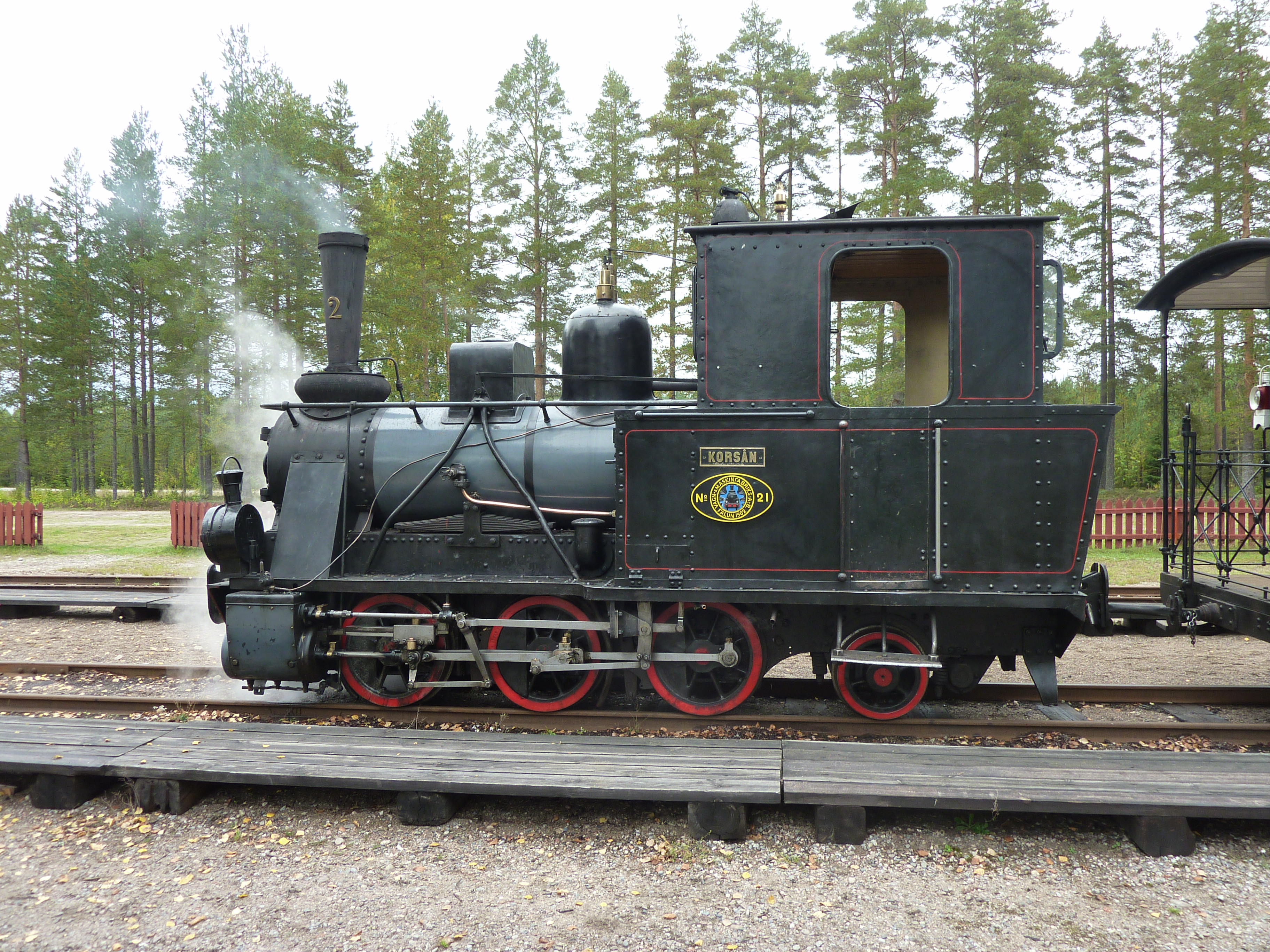
Ånglok Korsån Tillverkades av VMF 1902 för Stora Kopparbergs Bergslags AB av VMF med tillverkningsnummer 21.
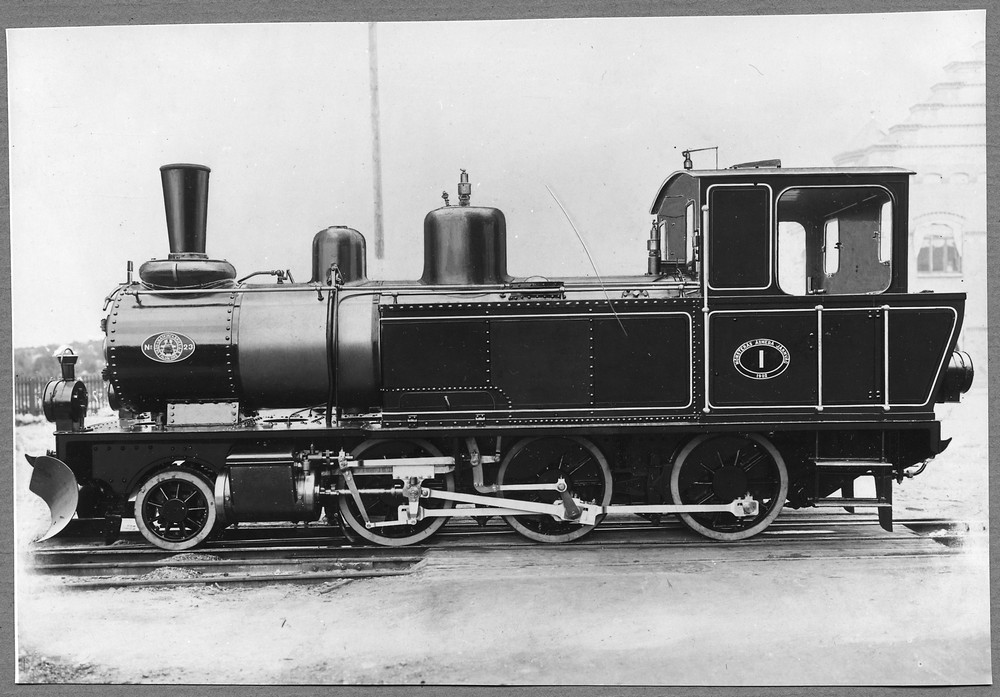
MÅJ 1. Tillverkades av VMF 1902 för Mönsterås-Åseda Järnväg med tillverkningsnummer 23. Totalt tillverkades 2 lok av denna typ för MÅJ av VMF (Tillverkningsnummer 23-24).
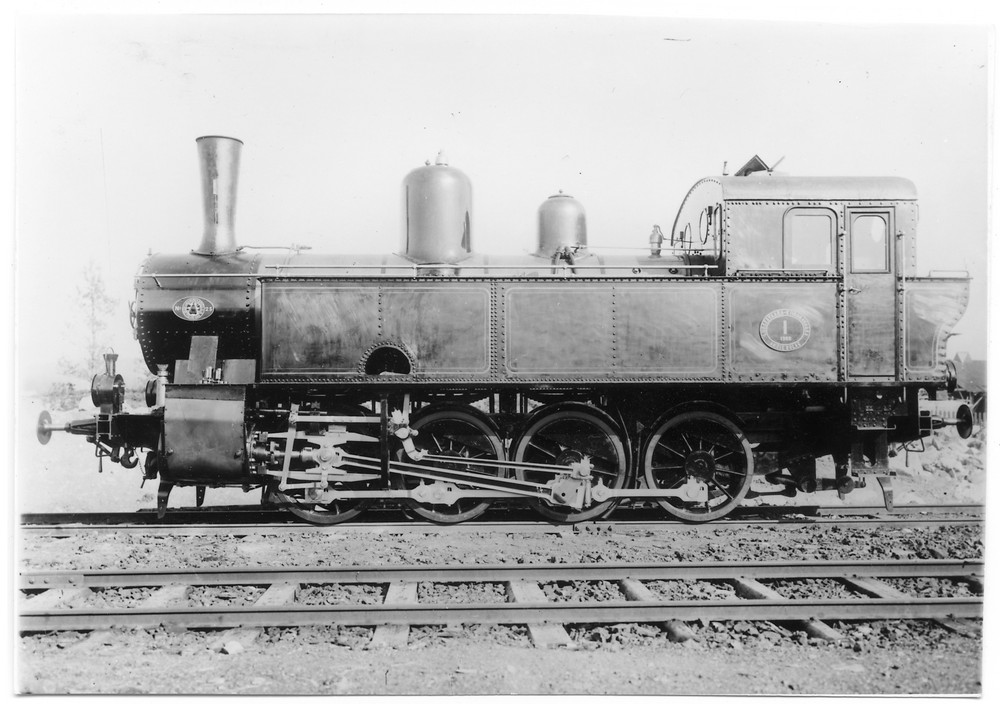
LKAB N 1. Tillverkades av VMF 1902 för LKAB med tillverkningsnummer 20. Totalt tillverkades 5 N-lok för LKAB av VMF under åren 1902-1915 (Tillverkningsnummer 25-26,152,183,212).
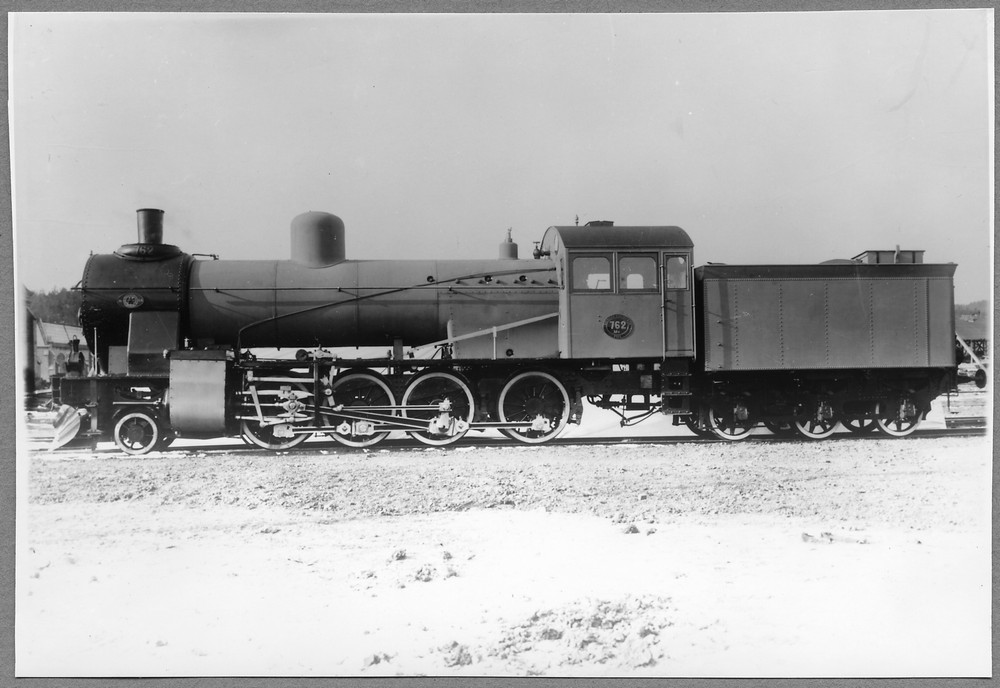
SJ Mb 762. Tillverkades av VMF 1903 för SJ med tillverkningsnummer 28. Totalt tillverkades 4 Mb-lok för SJ av VMF (Tillverkningsnummer 27-30)
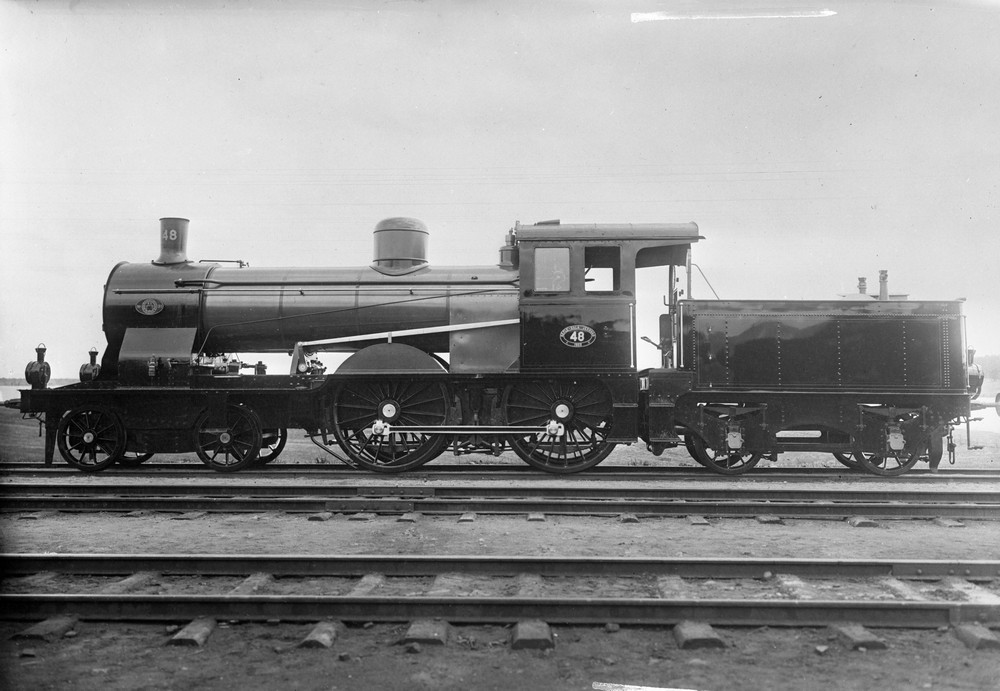
GDJ K 48. Tillverkades av VMF 1903 för Gävle Dala Järnväg med tillverkningsnummer 31.Totalt tillverkades 3 K-lok för GDJ (Tillverkningsnummer 31-33)
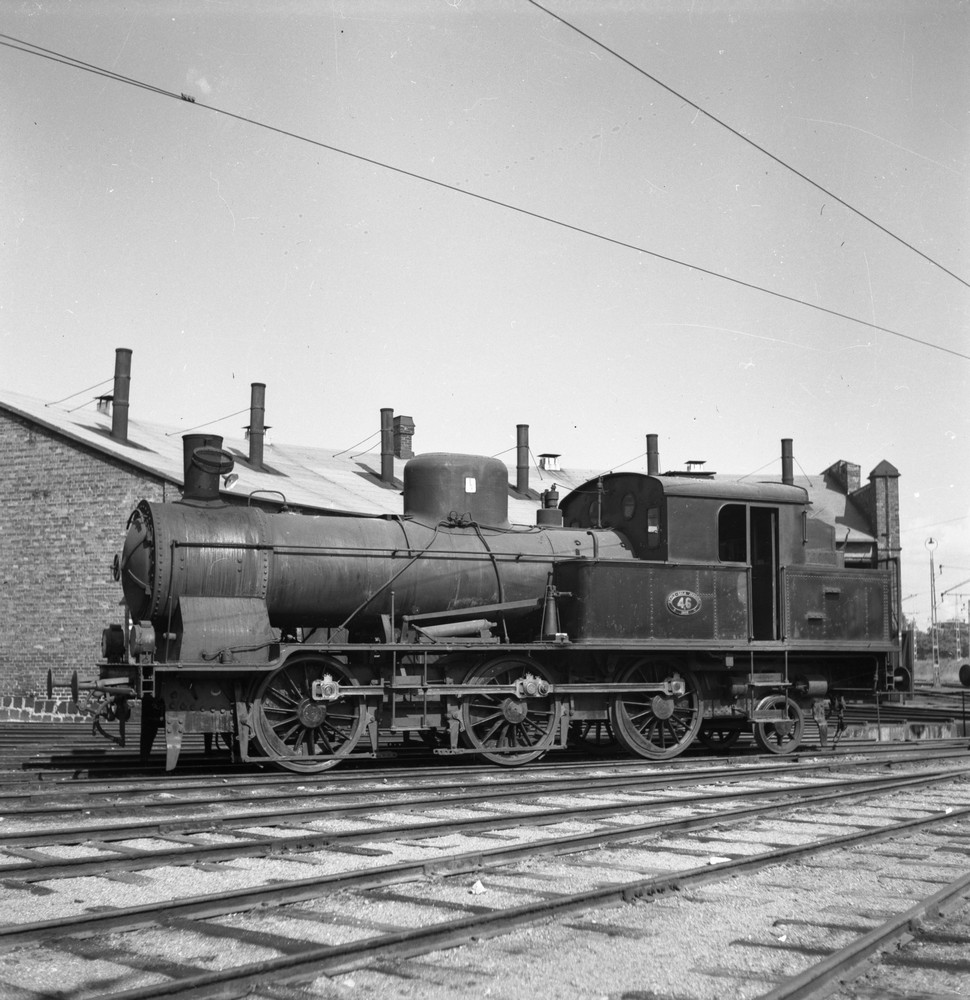
GDJ V 46.Tillverkades av VMF 1903 för Gävle Dala Järnväg med tillverkningsnummer 34.Totalt tillverkades 2 V-lok för GDJ (Tillverkningsnummer 34-35)
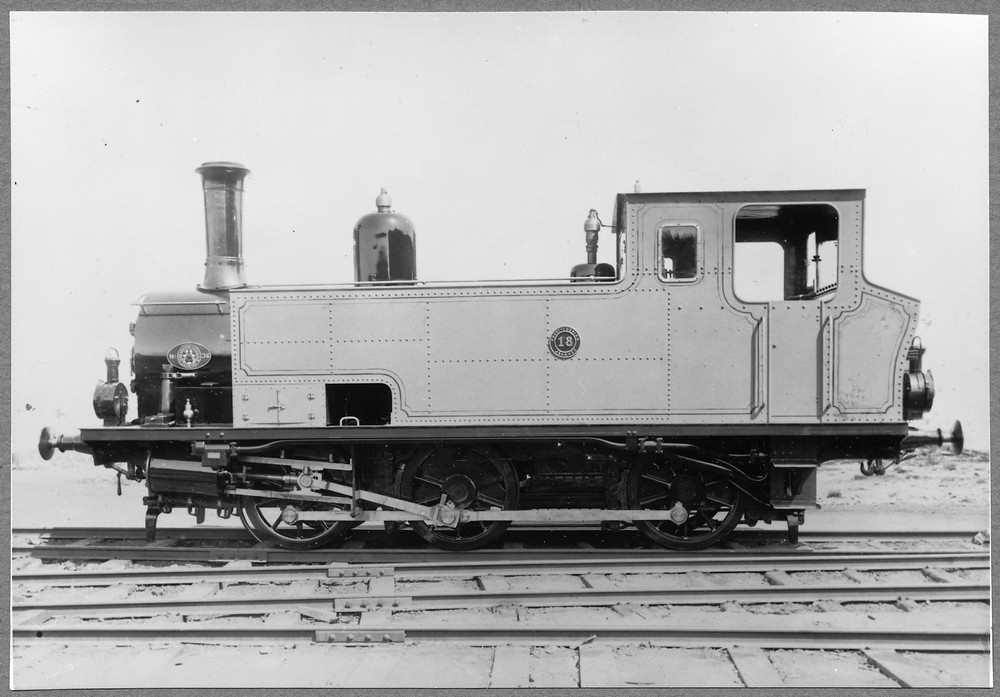
FLJ 18.Tillverkades av VMF 1904 för Frövi Ludvika Dala Järnväg med tillverkningsnummer 36.Totalt tillverkades 7 lok av denna typ för FLJ 1904-1906 (Tillverkningsnummer 36-38,57-60))
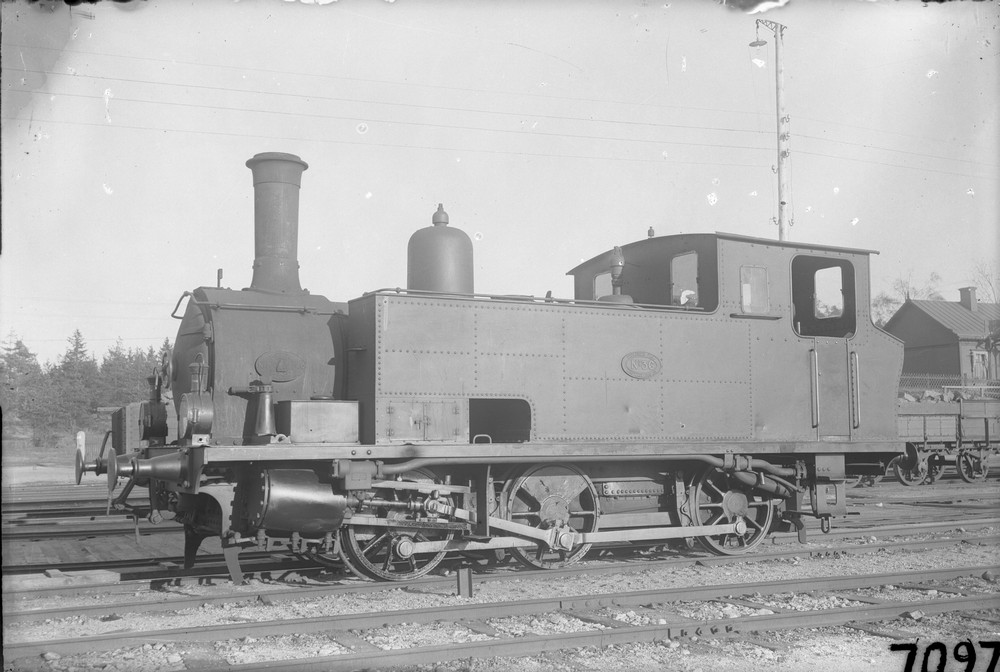
OFWJ U 36.Tillverkades av VMF 1904 för Oxelösunds Flen Westmanlands Järnväg med tillverkningsnummer 40.Totalt tillverkades 2 lok av denna typ för OFWJ (Tillverkningsnummer 39-40)
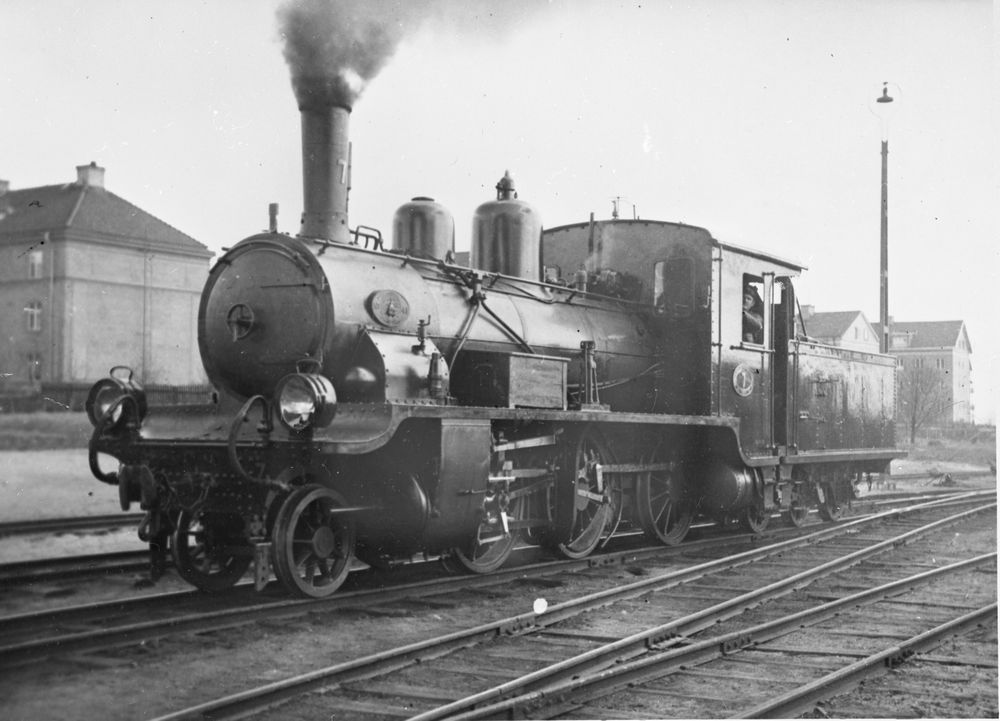
SRJ 7.Tillverkades av VMF 1906 för Stockholm - Rimbo Järnväg med tillverkningsnummer 41.Totalt tillverkades 2 lok av denna typ för SRJ (Tillverkningsnummer 41-42)
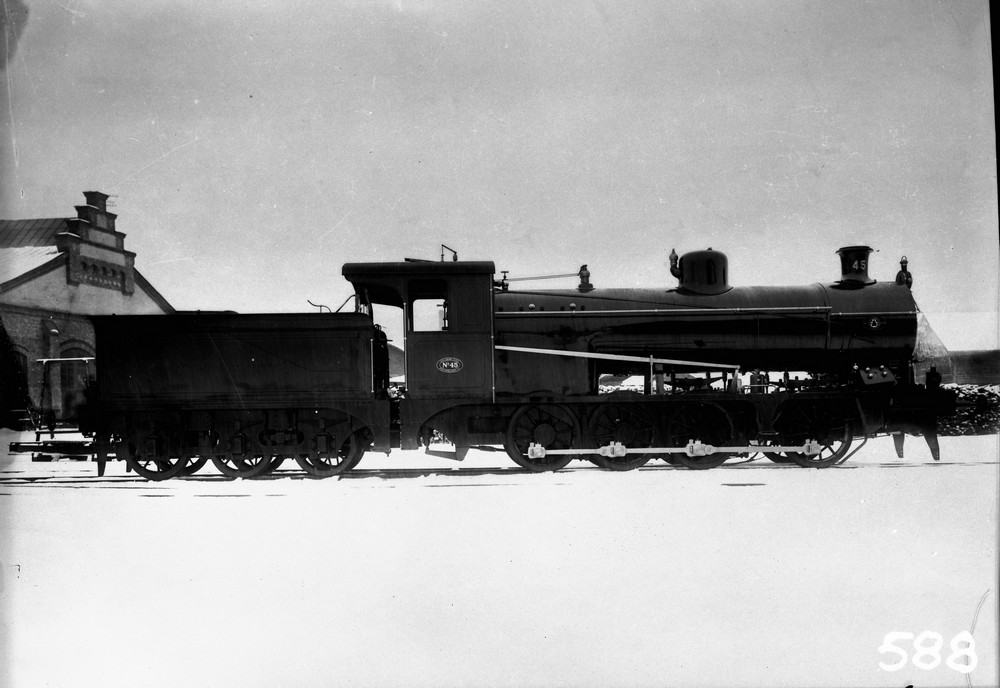
OFWJ M 45 Tillverkades av VMF 1905 för SJ med tillverkningsnummer 44. Totalt tillverkades 2 M-lok för OFWJ av VMF (Tillverkningsnummer 43-44)
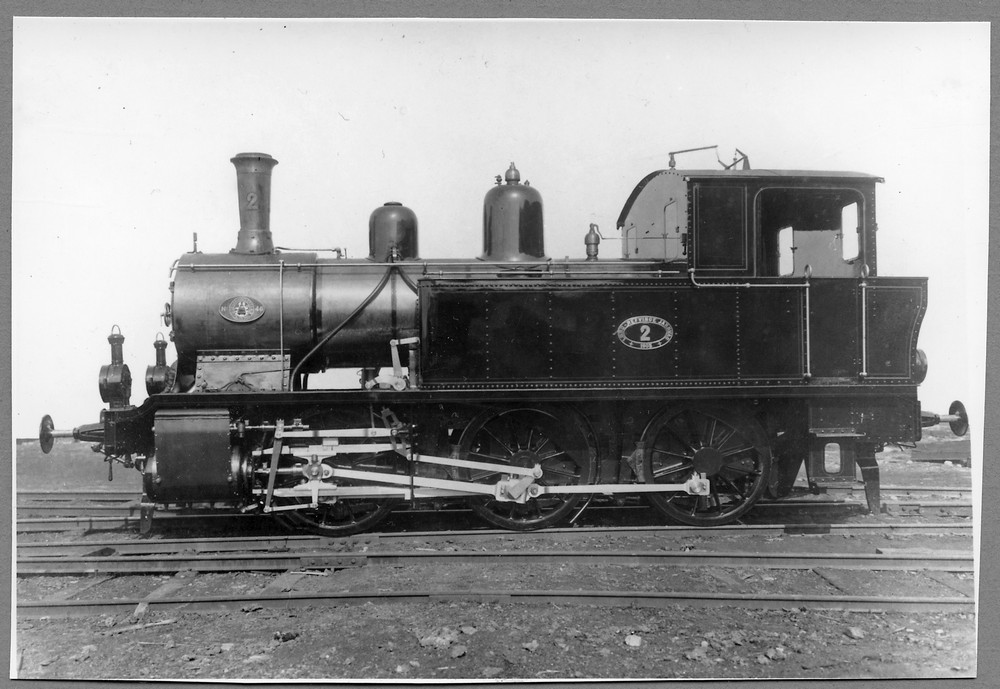
LReJ 2..Tillverkades av VMF 1905 för Lund-Revinge Järnväg med tillverkningsnummer 46.Totalt tillverkades 2 lok av denna typ för LReJ av VMF (Tillverkningsnummer 45-46)
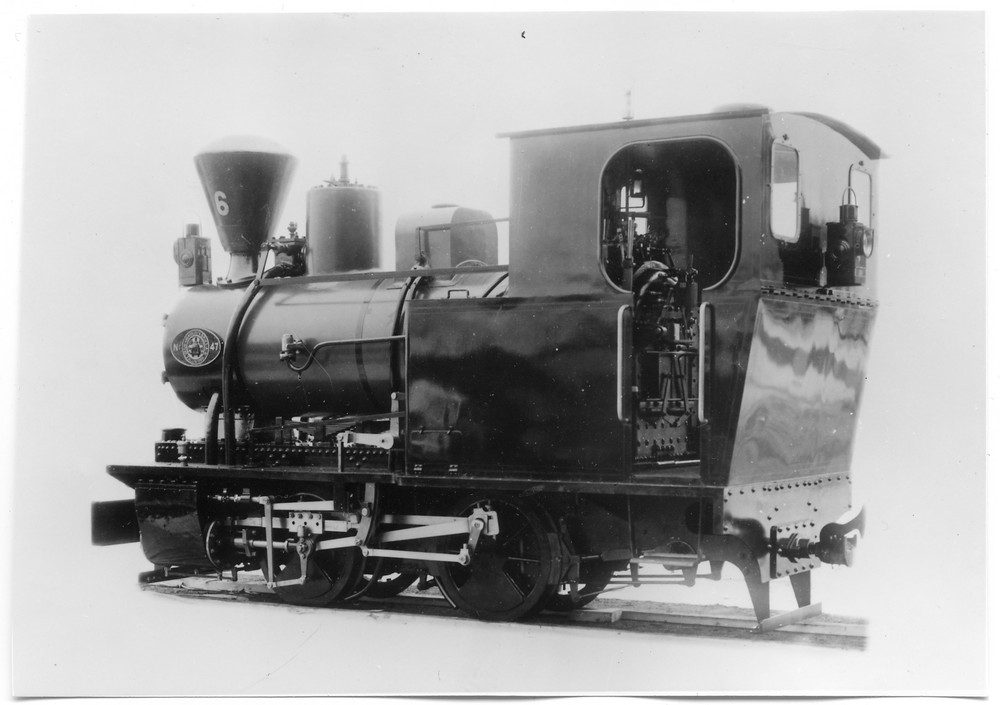
Ånglok SKB 6 Tillverkades av VMF 1905 för Stora Kopparbergs Bergslags AB och Kvarnsvedens pappersbruk av VMF med tillverkningsnummer 47.
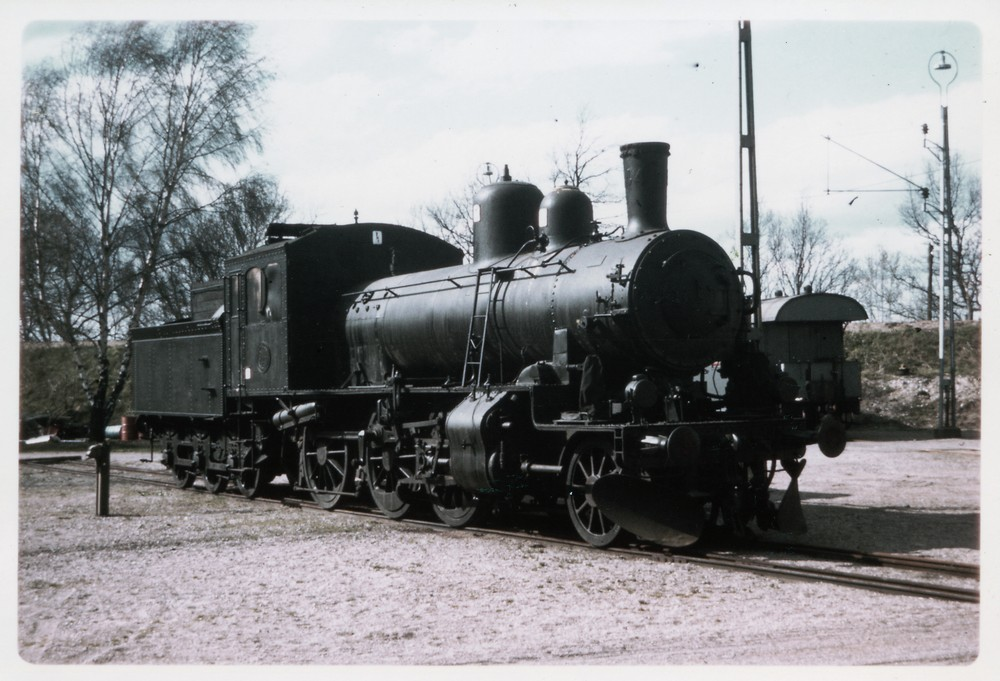
SJ L 844 Tillverkades av VMF 1906 för SJ med tillverkningsnummer 48. Totalt tillverkades 7 L-lok för SJ av VMF (Tillverkningsnummer 48-49,87-91)
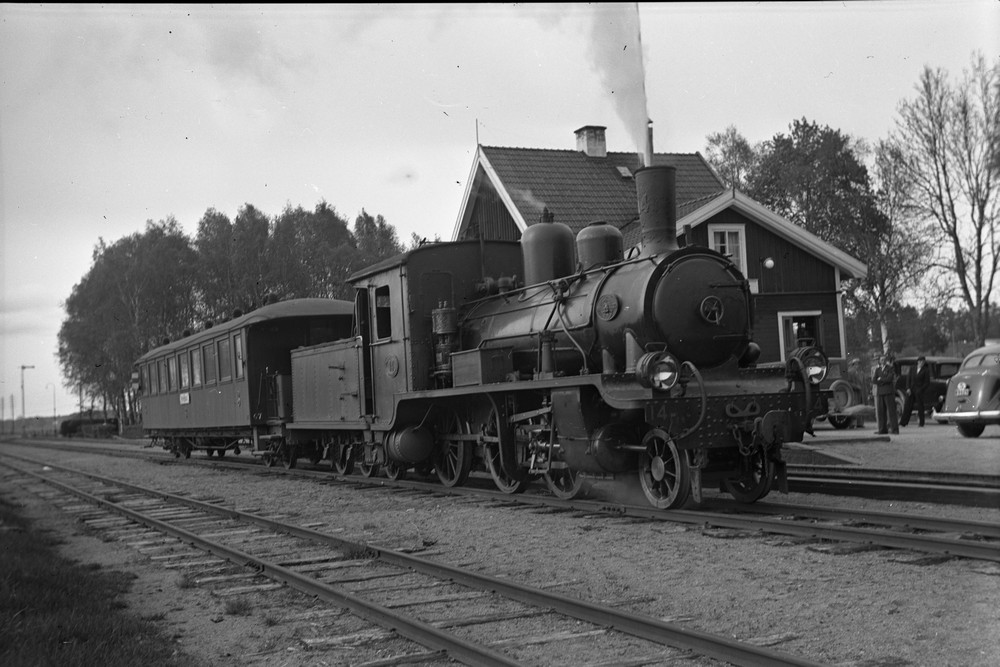
SRJ 14.Tillverkades av VMF 1906 för Stockholm - Rimbo Järnväg med tillverkningsnummer 50.Totalt tillverkades 4 lok av denna typ för SRJ (Tillverkningsnummer 50-53)
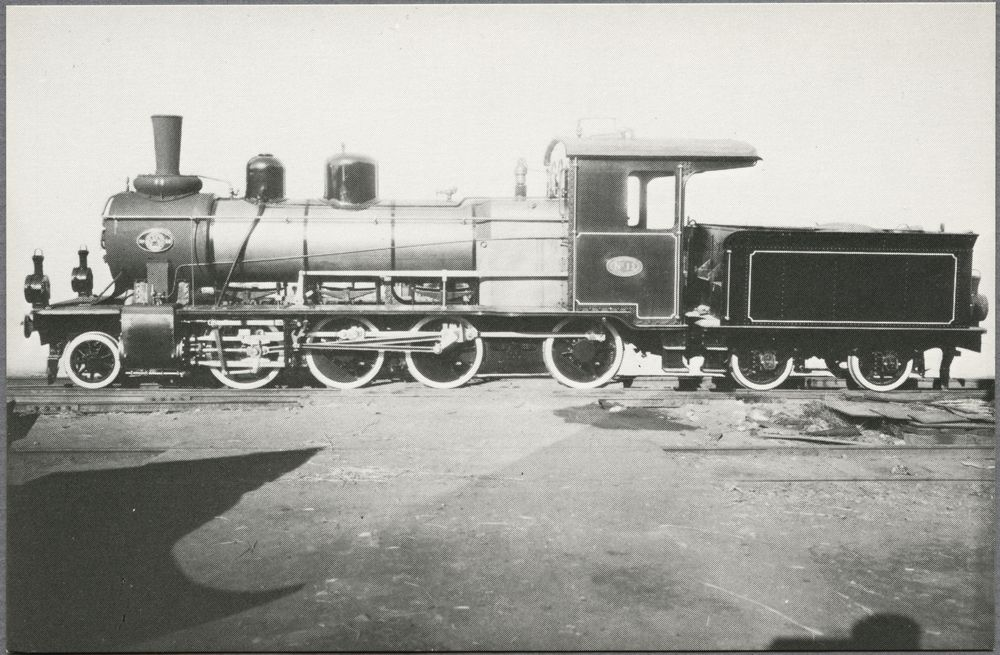
DONJ 11 tillverkat av VMF 1906 för Dala - Ockelbo Norrsundet Järnväg med tillverkningsnummer 56. Totalt tillverkades 3 lok av denna typ för DONJ av VMF 1906-1907 (Tillverkningsnummer 54,56,70)
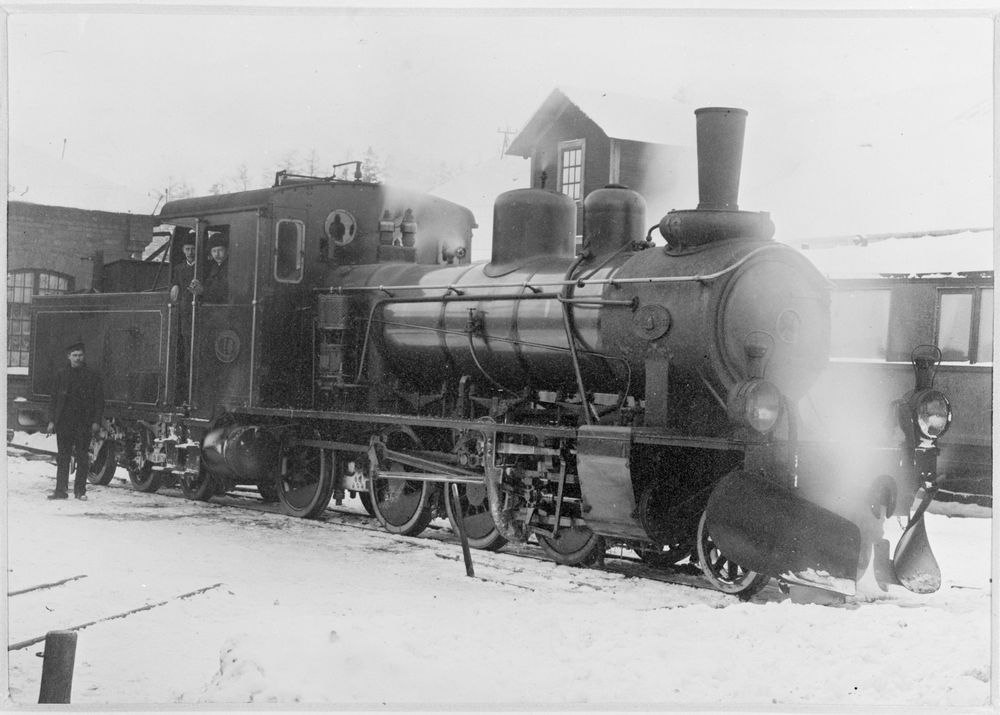
SRJ 18.Tillverkades av VMF 1906 för Stockholm - Rimbo Järnväg med tillverkningsnummer 55.
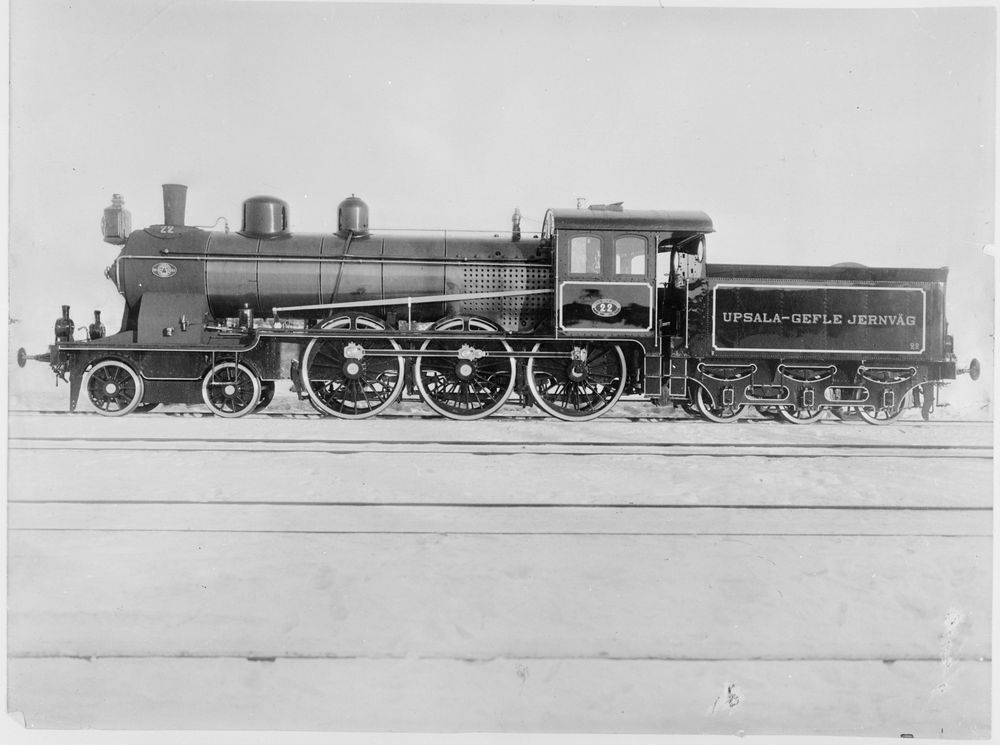
UGJ B 22 tillverkat av VMF 1907 för Upsala Gefle Järnväg med tillverkningsnummer 61. Totalt tillverkades 3 lok av denna typ för UGJ av VMF (Tillverkningsnummer 61-63).
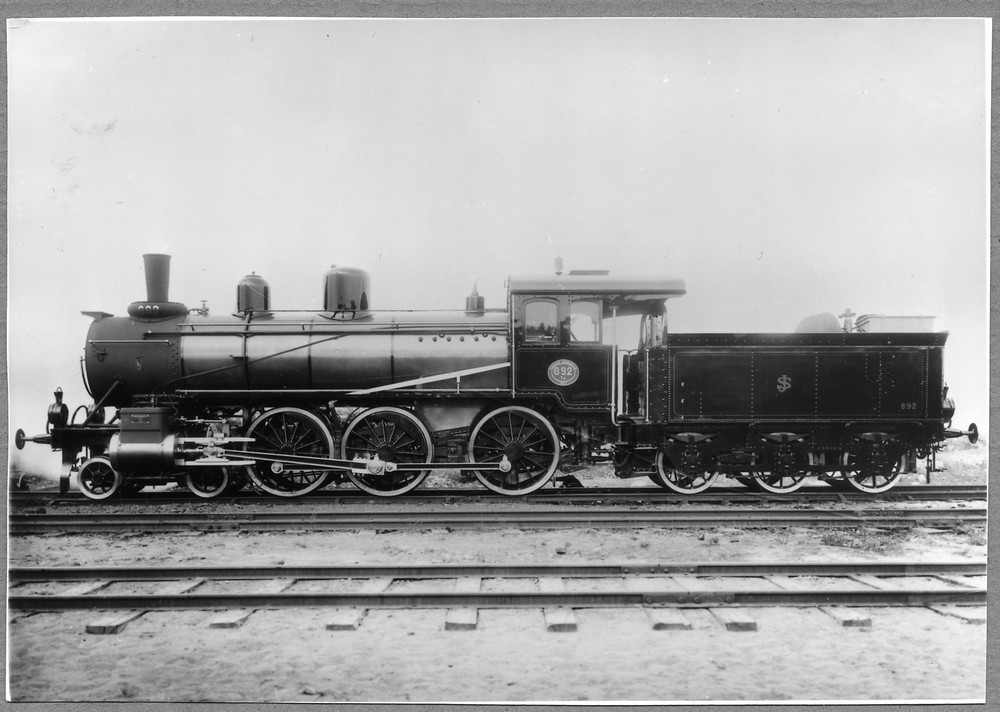
SJ Tb 892. Tillverkat 1907 av VMF för SJ med tillverkningsnummer 64. Totalt tillverkades 12 lok av denna typ av VMF för SJ 1907-1908 (Tillverkningsnummer 64-65,72--81)
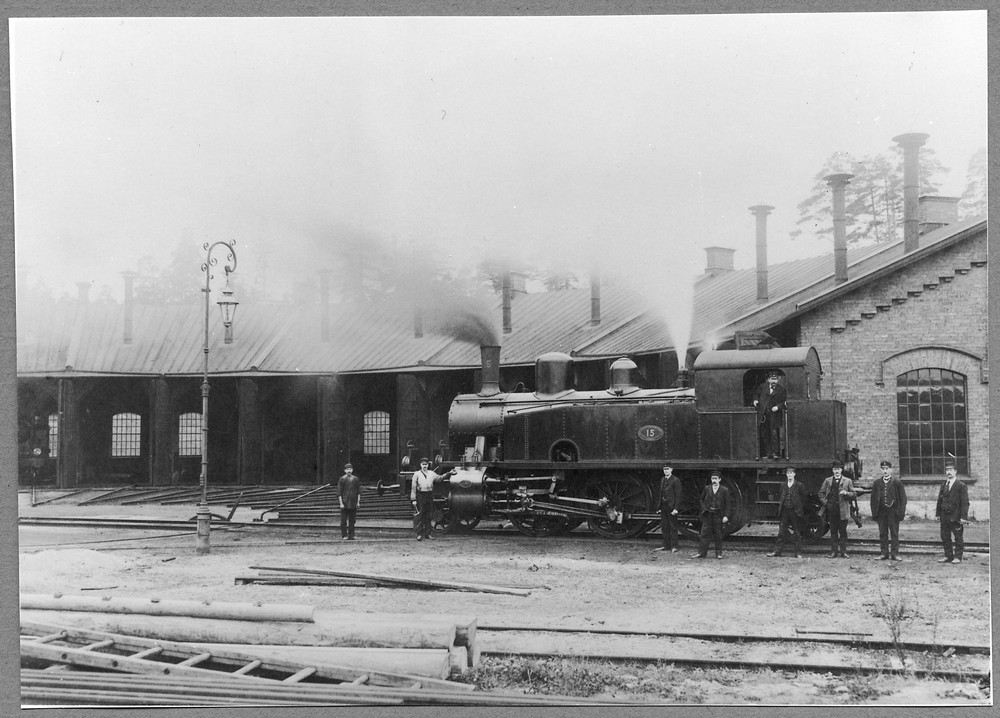
SWB Q 15. Tillverkat 1907 av VMF för Stock-Västerås-Bergslagens Järnvägar med tillverkningsnummer 64. Totalt tillverkades 6 lok av denna typ av VMF för SWB 1907-1909 (Tillverkningsnummer 66-69,102-103)
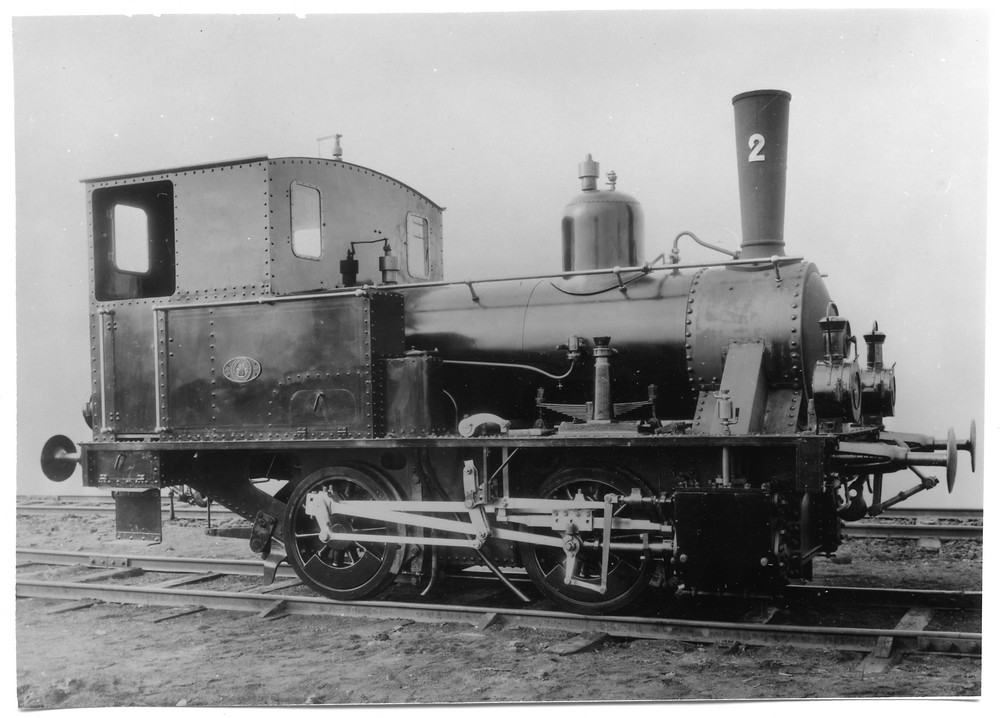
SKB 2 Tillverkades av VMF 1908 för Stora Kopparbergs Bergslags AB med tillverkningsnummer 71.
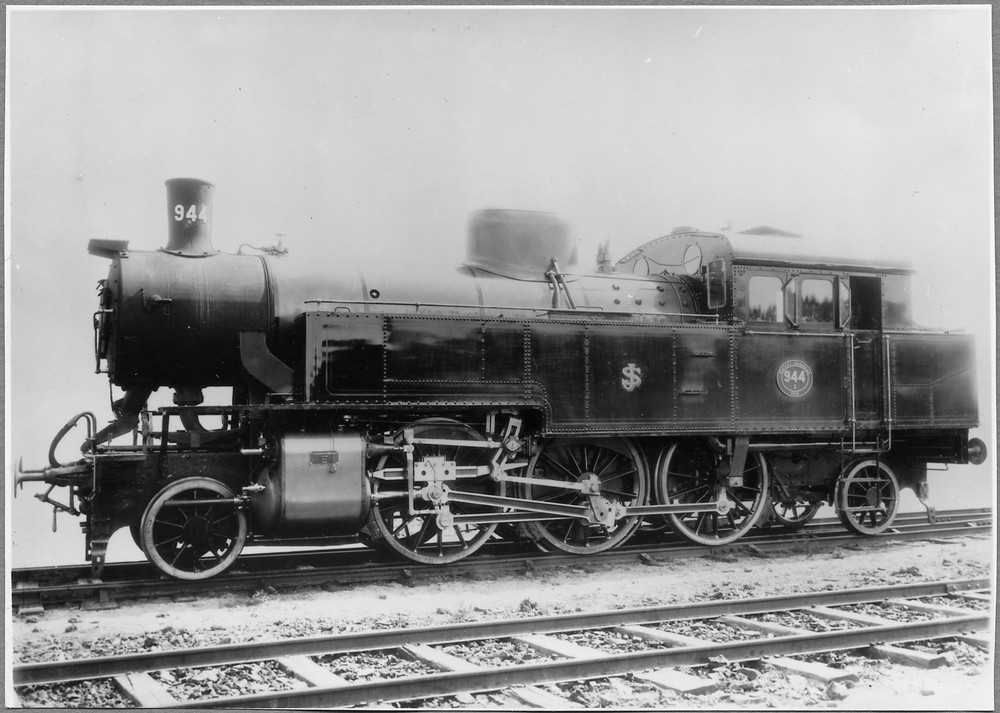
SJ S 944. Tillverkat 1908 av VMF för SJ med tillverkningsnummer 83. Totalt tillverkades 14 lok av denna typ av VMF för SJ 1907-1915 (Tillverkningsnummer 82-86,108-113,137-140).
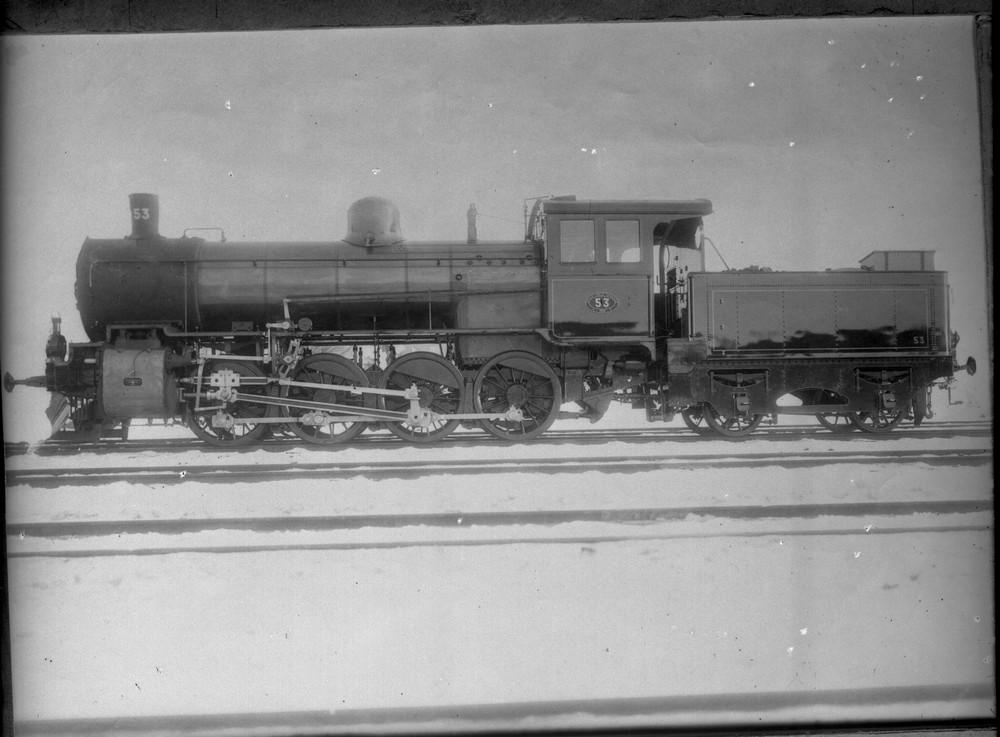
GDJ N 53. Tillverkat 1908 av VMF för Gävle Dala Järnväg med tillverkningsnummer 92. Totalt tillverkades 4 lok av denna typ av VMF för GDJ 1908-1909 (Tillverkningsnummer 92-95).
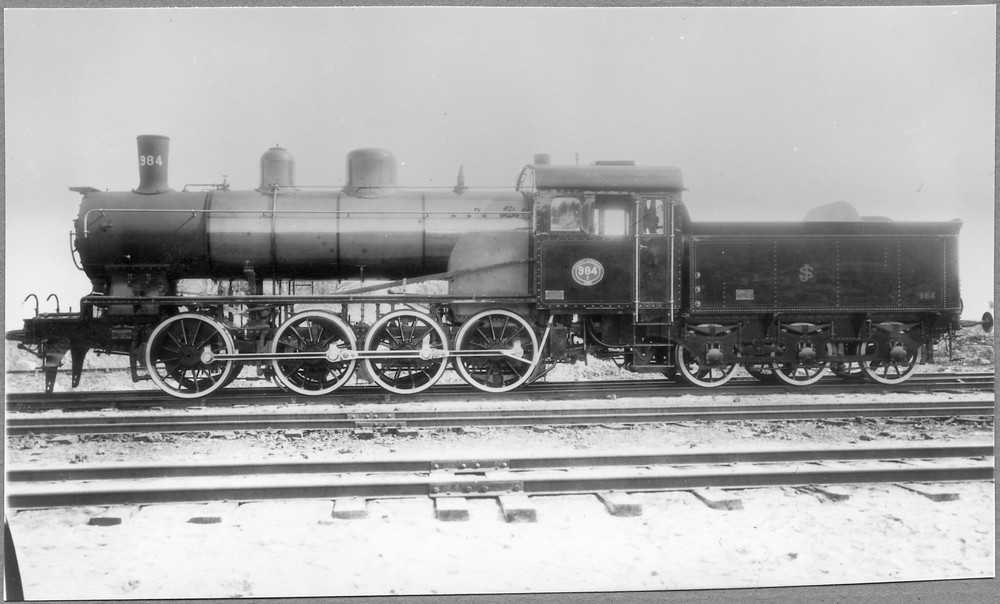
SJ E 984. Tillverkat 1908 av VMF för SJ med tillverkningsnummer 101. Totalt tillverkades 36 lok av denna typ av VMF för SJ 1908-1917 (Tillverkningsnummer 96-101,117-121,127-129,133-136,149-151,167-169,,175-176,213-215,238-244).
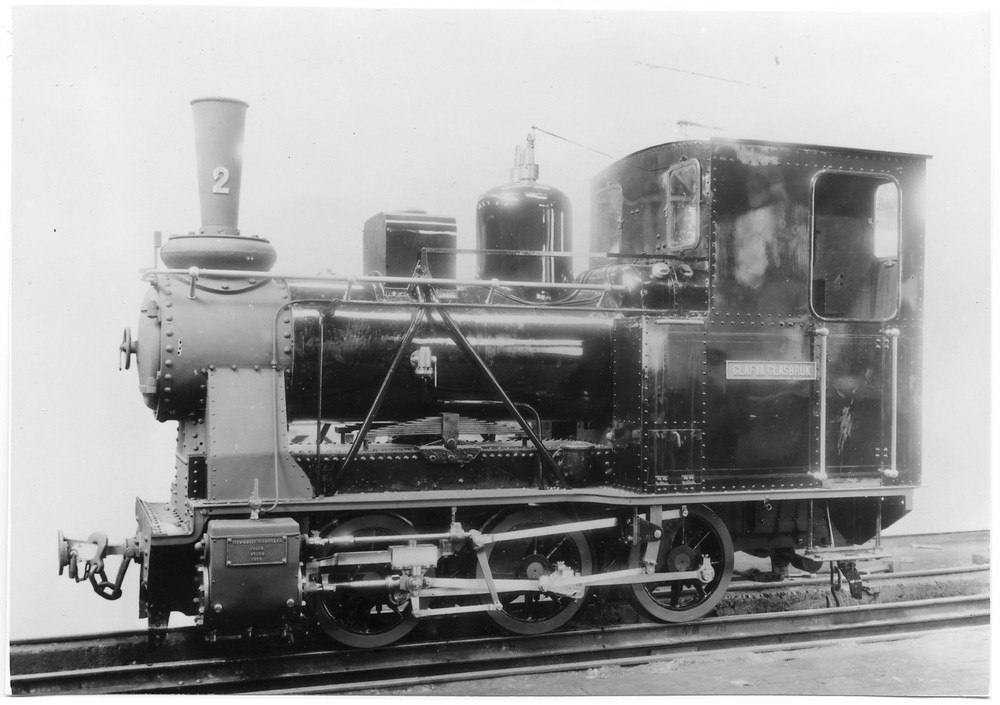
Glava 2. Tillverkat 1909 av VMF för Glava Glasbruk med tillverkningsnummer 106.
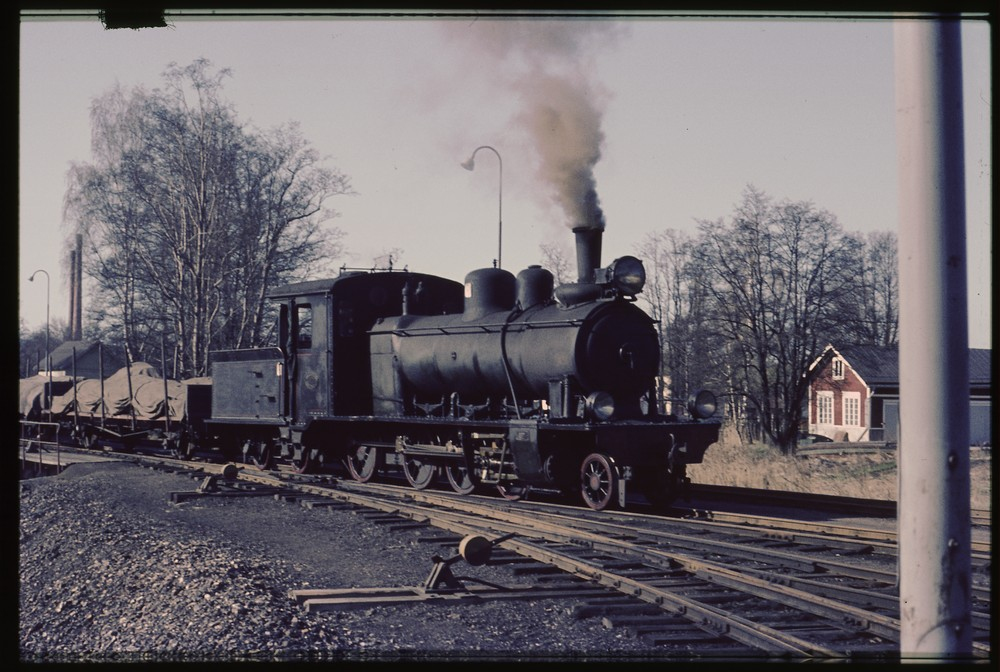
BLJ 5. Tillverkat 1909 av VMF för Byvalla - Långshyttan Järnväg med tillverkningsnummer 107.
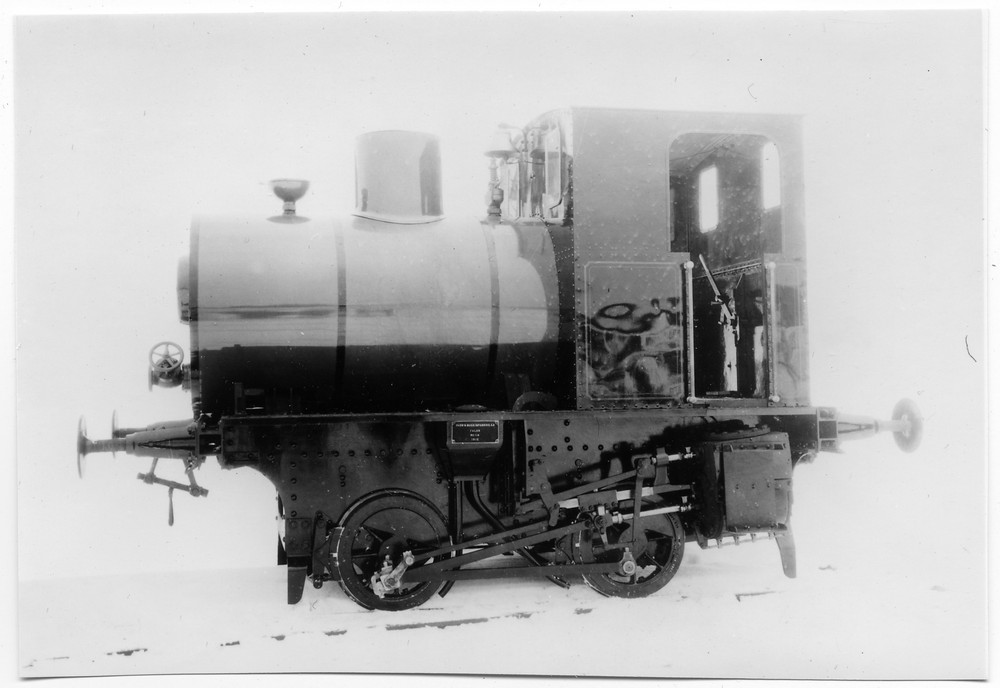
Bruzafors. Tillverkat 1909 av VMF för Bruzafors-Hällefors AB med tillverkningsnummer 114.
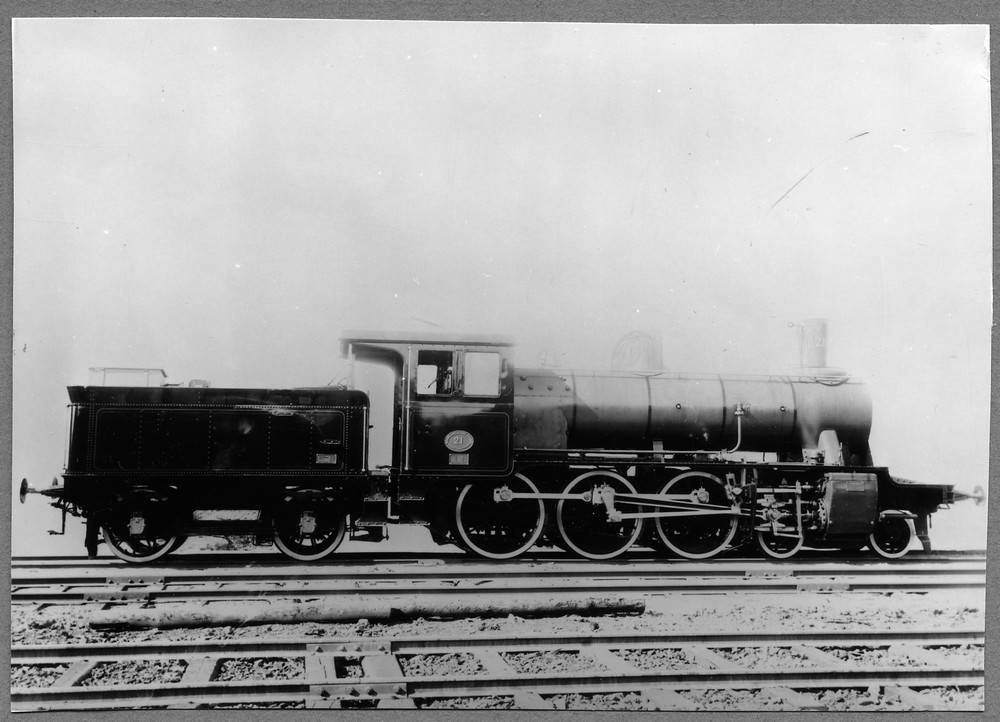
MSJ 21 tillverkat av VMF 1910 för Malmö Simrishamns Järnväg med tillverkningsnummer 116. Totalt tillverkades 2 lok av denna typ för MSJ av VMF (Tillverkningsnummer 115-116).
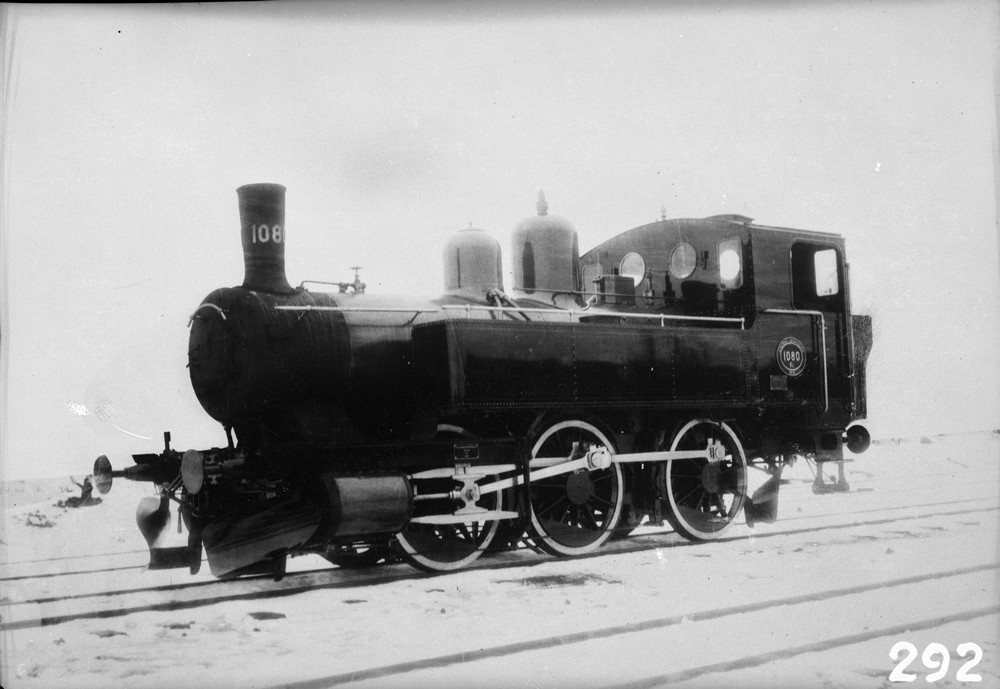
SJ Ke 1080. Tillverkat 1910 av VMF för SJ med tillverkningsnummer 126. Totalt tillverkades 11 lok av denna typ av VMF för SJ 1910-1914 (Tillverkningsnummer 122-126,108-113,177-182)
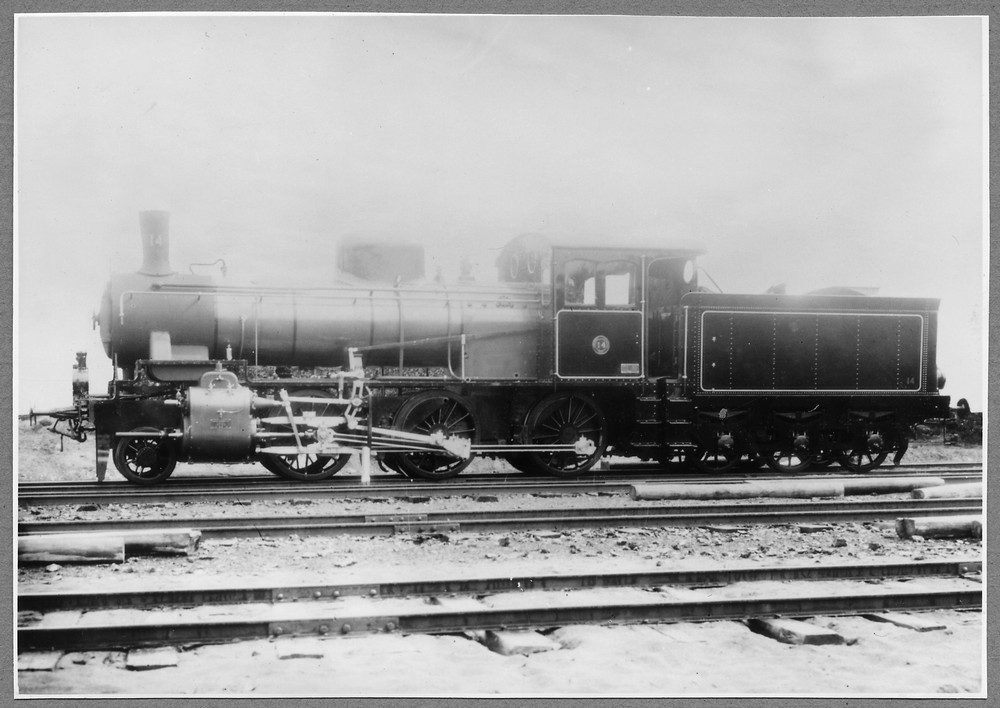
KJ L3 14. Tillverkat 1910 av VMF för Karlmar Järnväg med tillverkningsnummer 130.
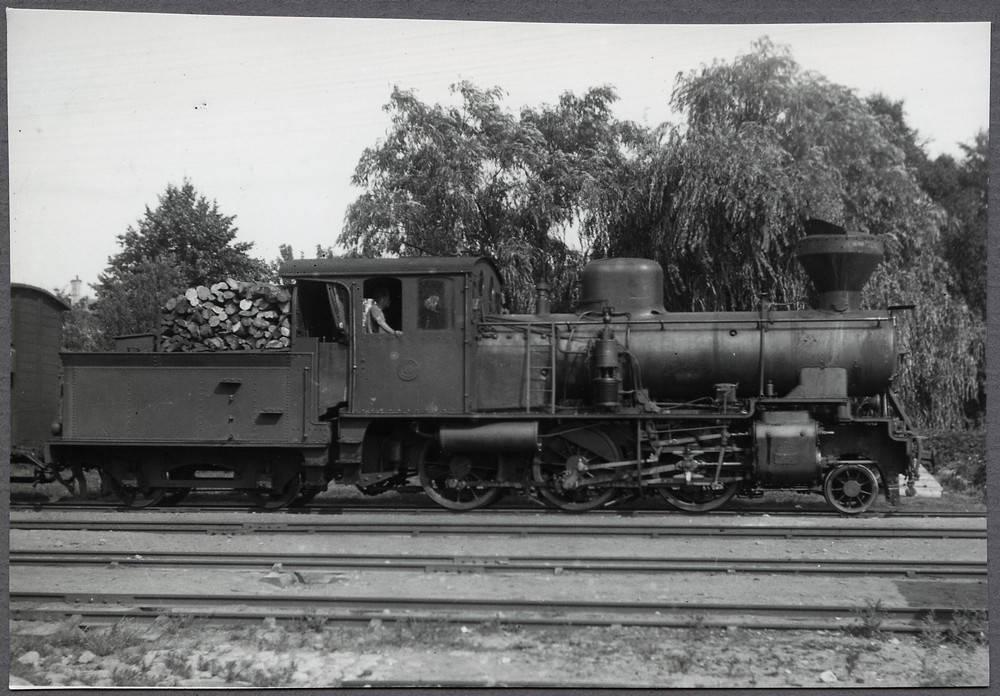
KBJ 10 tillverkat av VMF 1912 för Kalmar - Berga Järnväg med tillverkningsnummer 162. Totalt tillverkades 3 lok av denna typ för KBJ av VMF 1910-1915 (Tillverkningsnummer 131, 162, 210).
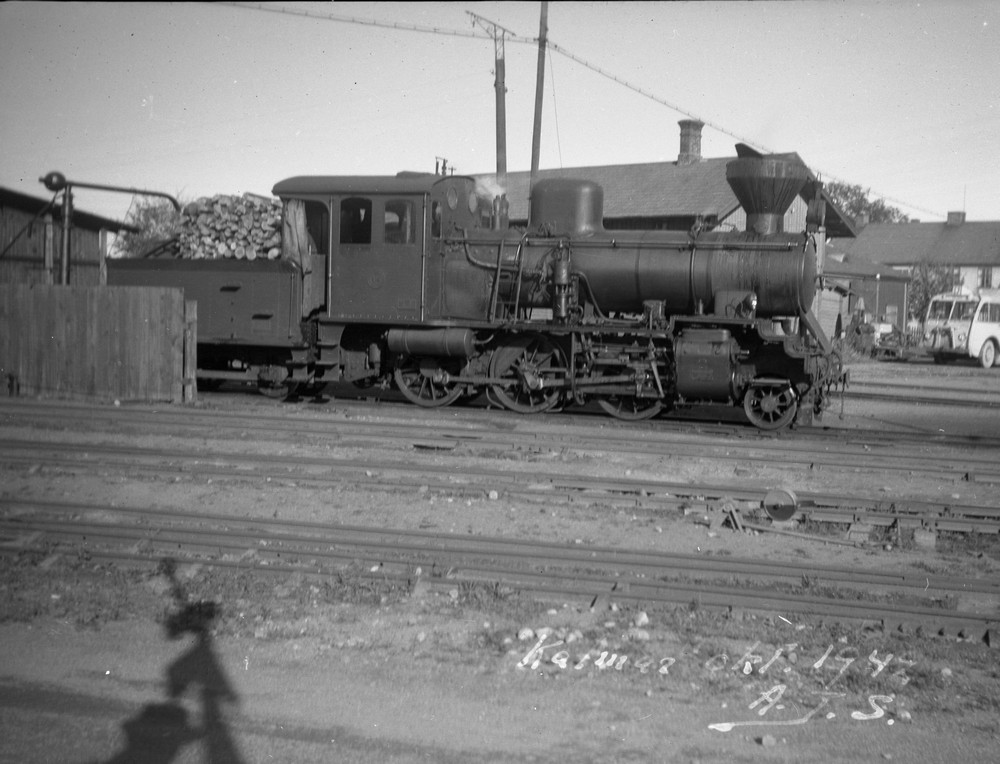
KTsJ 14. Tillverkat 1911 av VMF för Kalmar Torsås Järnväg med tillverkningsnummer 132.
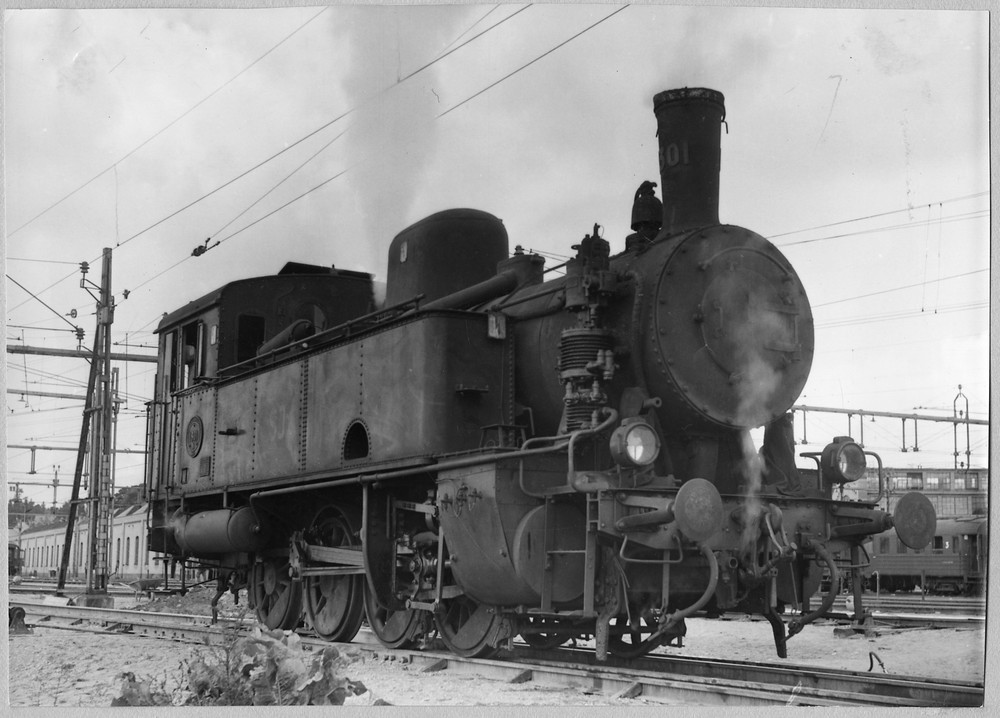
SJ N 1301. Tillverkat 1917 av VMF för SJ med tillverkningsnummer 233. Totalt tillverkades 11 lok av denna typ för SJ av VMF 1912-1917. (Tillverkningsnummer 157-162,233-237)
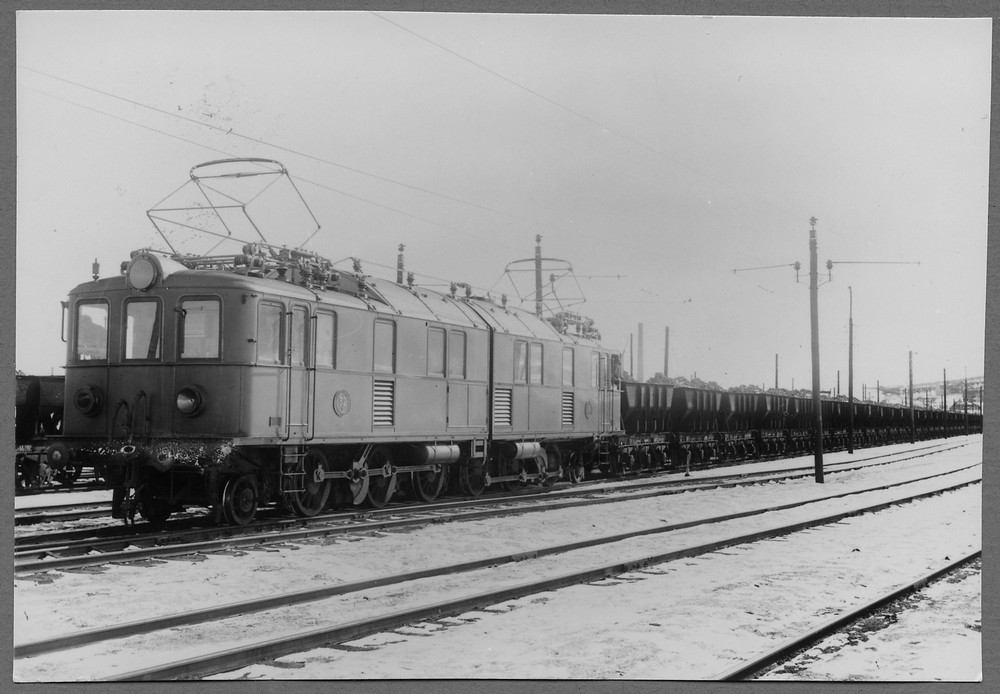
SJ Ob 32. Fast kopplat till SJ Ob 33. Tillverkat 1917 av ASEA i samarbete med VMF. Totalt tillverkades 4 par (8 lok) av typen för SJ av ASEA i samarbete med VMF 1917. (Tillverkningsnummer VMF 141-148).
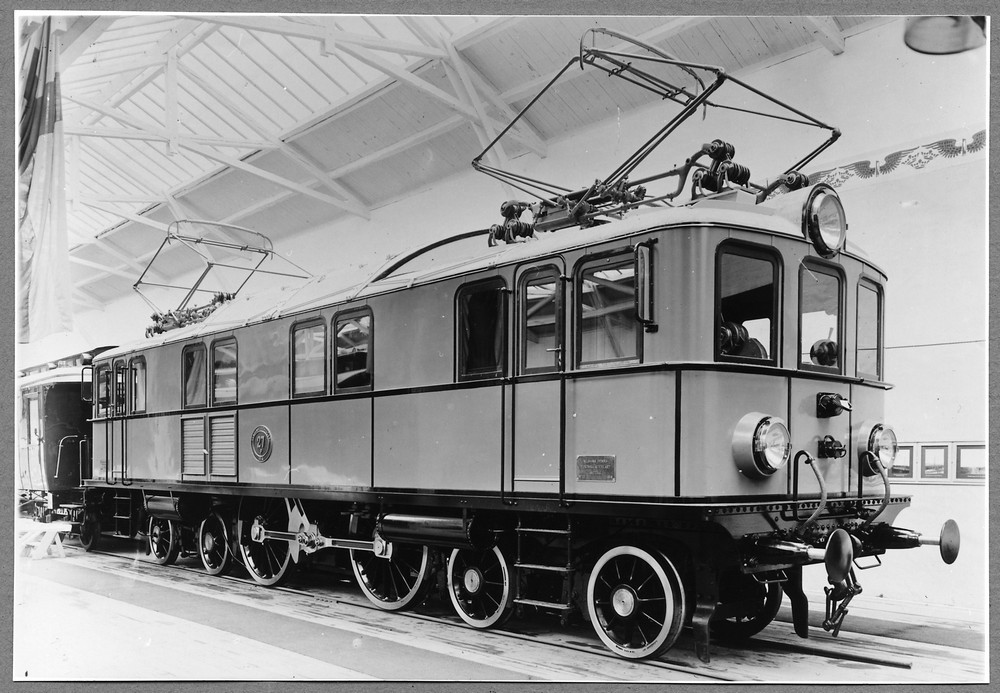
SJ Pa 27. Tillverkat 1915 av ASEA i samarbete med VMF med tillverkningsnummer 153. Totalt tillverkades 2 lok) av typen för SJ av ASEA i samarbete med VMF 1915. (Tillverkningsnummer VMF 153-154).
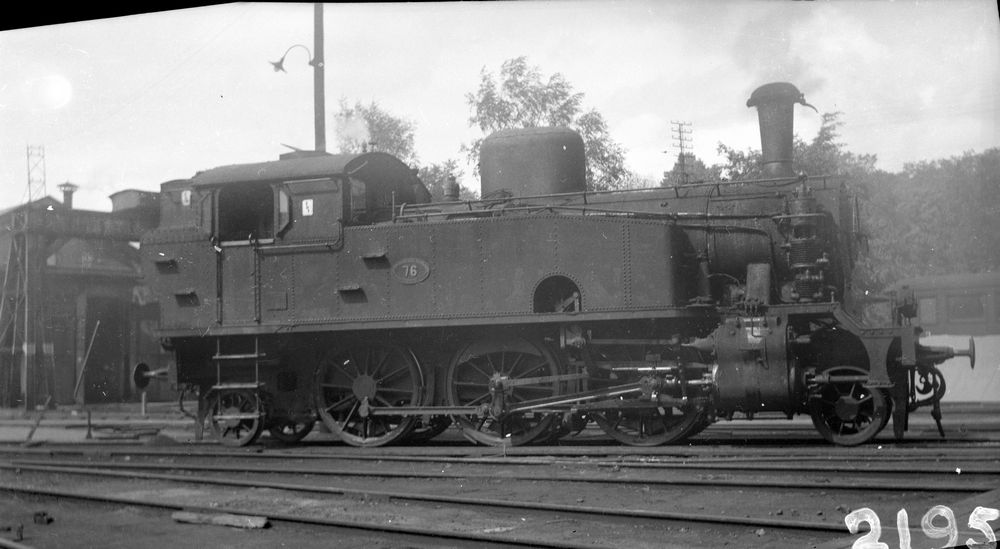
SWB Y3 76 tillverkat av VMF 1917 för Stockholm Västerås Bergslagens Järnvägar med tillverkningsnummer 231. Totalt tillverkades 5 lok av denna typ för SWB av VMF 1914-1917 (Tillverkningsnummer 155-156,230-232).
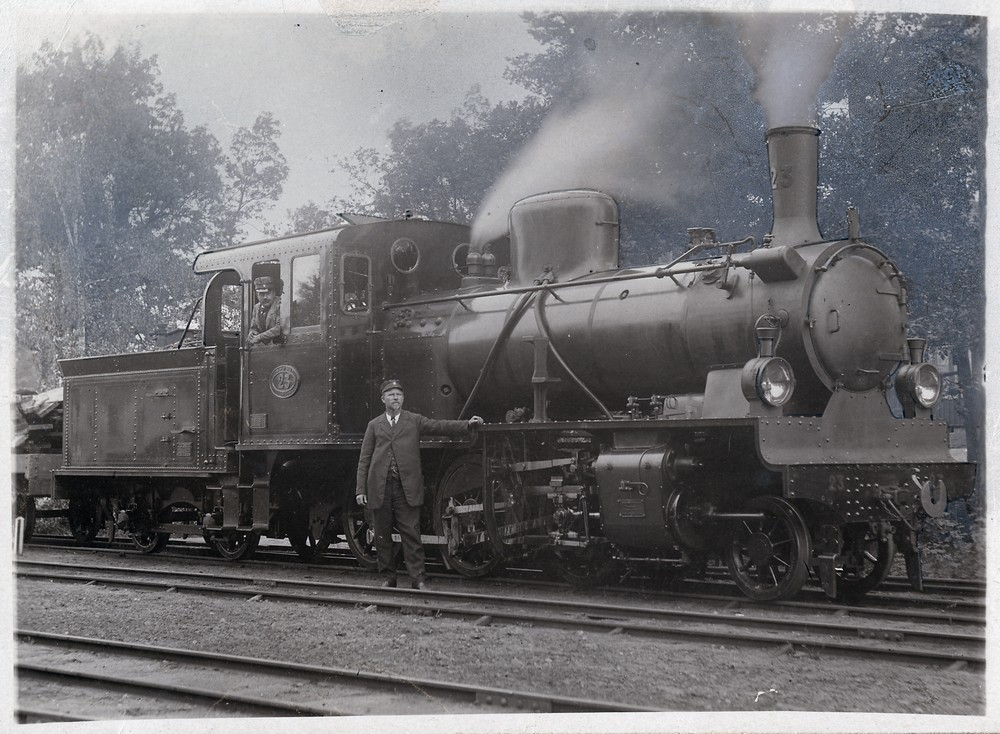
HWJ 23 tillverkat av VMF 1913 för Hultsfred - Västerviks Järnväg med tillverkningsnummer 164.
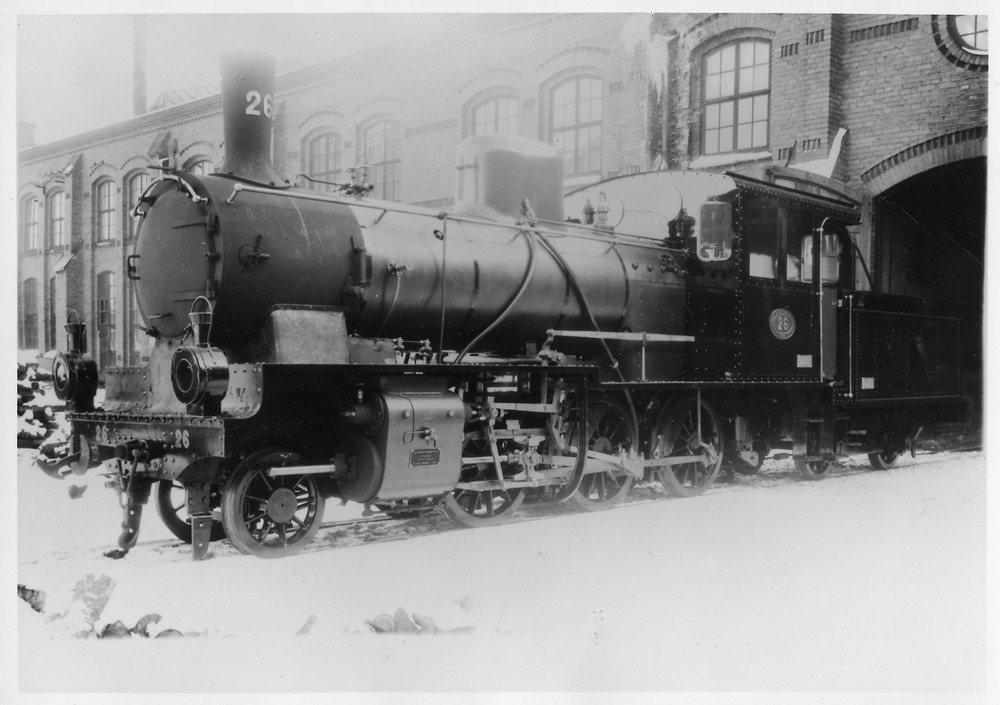
WÅB 26 tillverkat av VMF 1913 för Västervik - Åtvidaberg - Bersbo Järnväg med tillverkningsnummer 165.
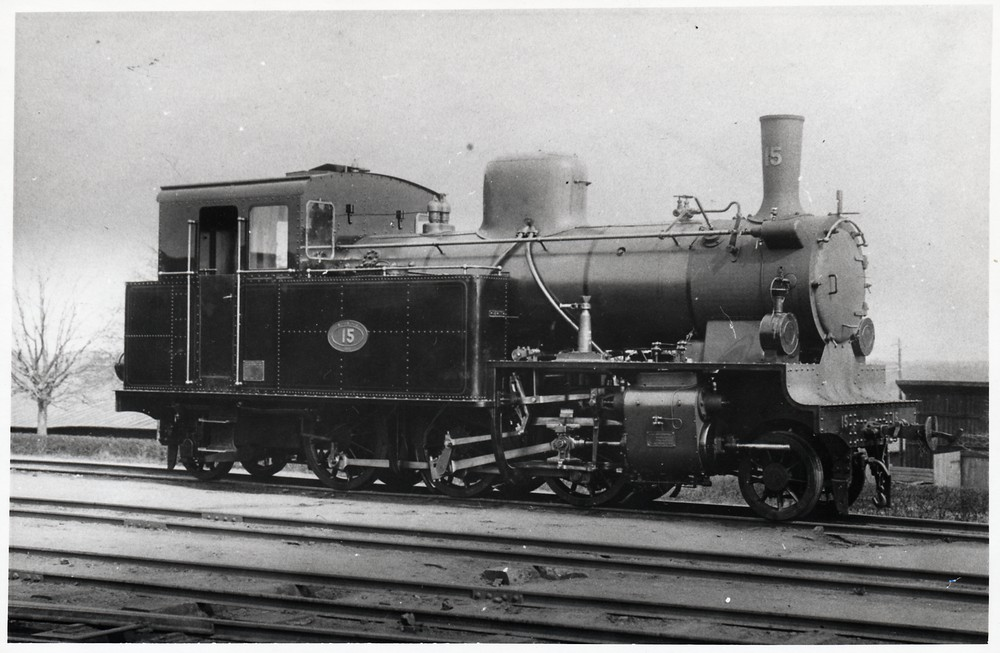
NBJ tillverkat av VMF 1913 för Norsholm - Bersbo Järnväg med tillverkningsnummer 166.
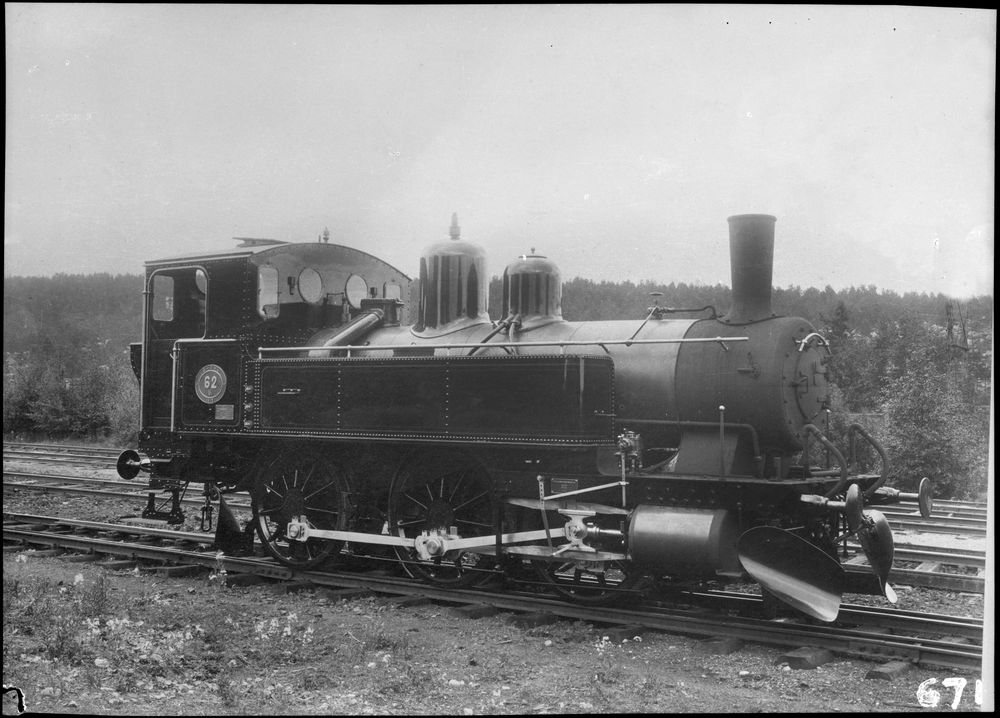
GDJ U1 61 tillverkat av VMF 1913 för Gävle Dala Järnväg med tillverkningsnummer 171. Totalt tillverkades 3 lok av denna typ för GDJ av VMF 1913 (Tillverkningsnummer 170-172).
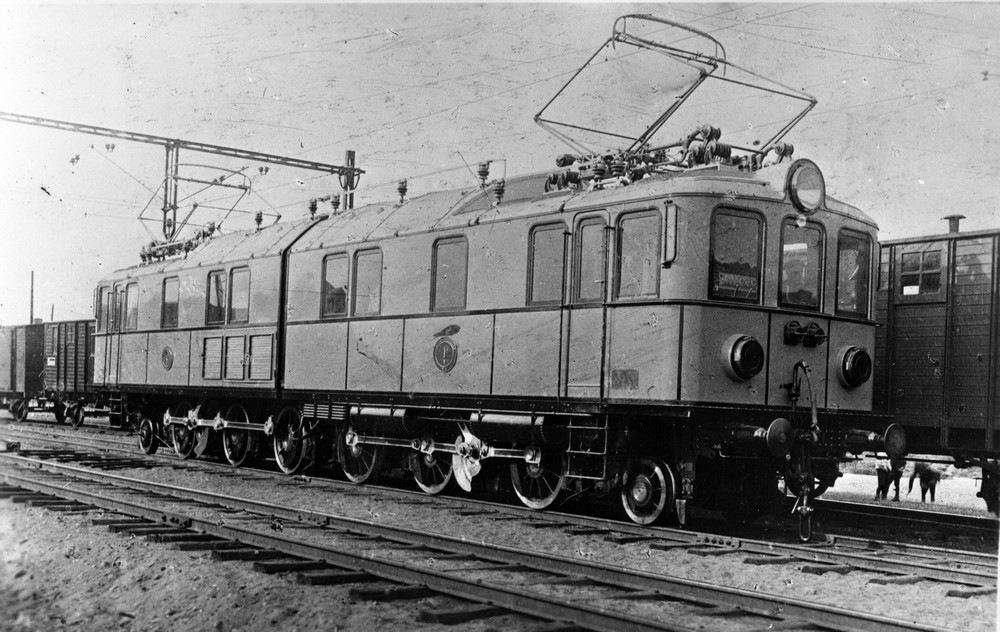
SJ Oa 1. Fast kopplat med SJ Oa 2. Tillverkat 1914 av Siemens-Schuckertwerke Berlin i samarbete med VMF. VMF tillverkade ram och korg. Totalt tillverkades 11 par (22 lok) av typen för SJ av Siemens i samarbete med VMF 1914-1915. (Tillverkningsnummer VMF 184-205).
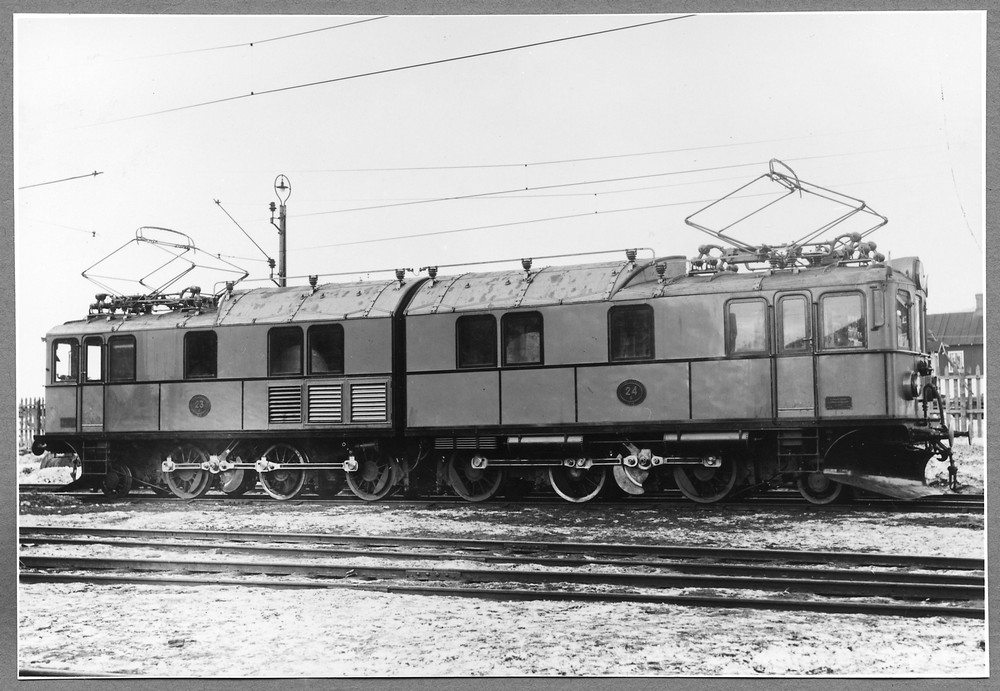
SJ Oa 23. Fast kopplat med SJ Oa 24. Tillverkat 1914 av ASEA i samarbete med VMF. VMF tillverkade ram och korg. Totalt tillverkades 2 par (4 lok) av typen för SJ av Asea i samarbete med VMF 1914-1915. (Tillverkningsnummer VMF 206-209).
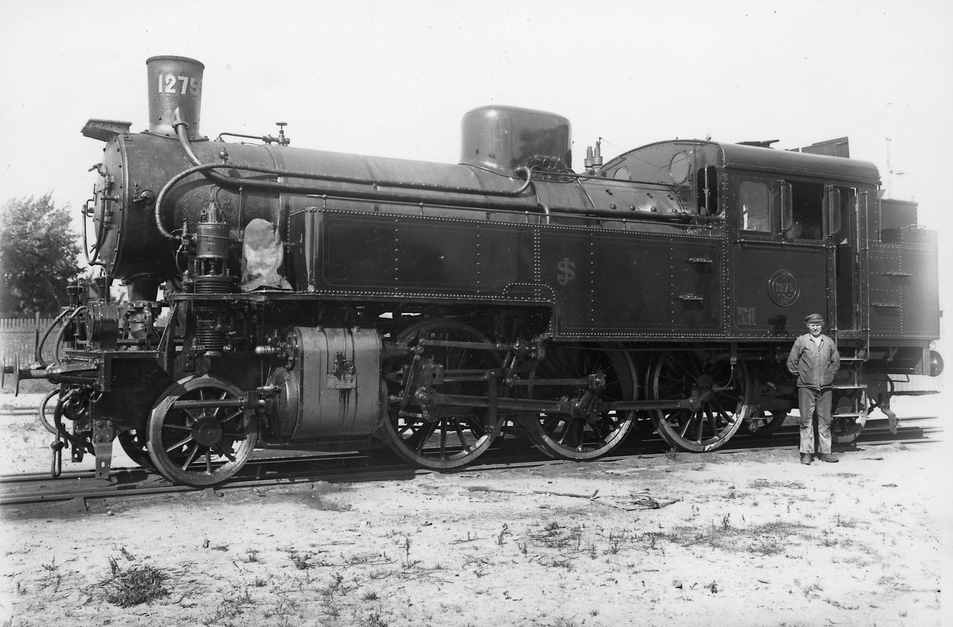
SJ Sa 944. Tillverkat 1916 av VMF för SJ med tillverkningsnummer 220. Totalt tillverkades 7 lok av denna typ av VMF för SJ 1916 (Tillverkningsnummer 216-222).
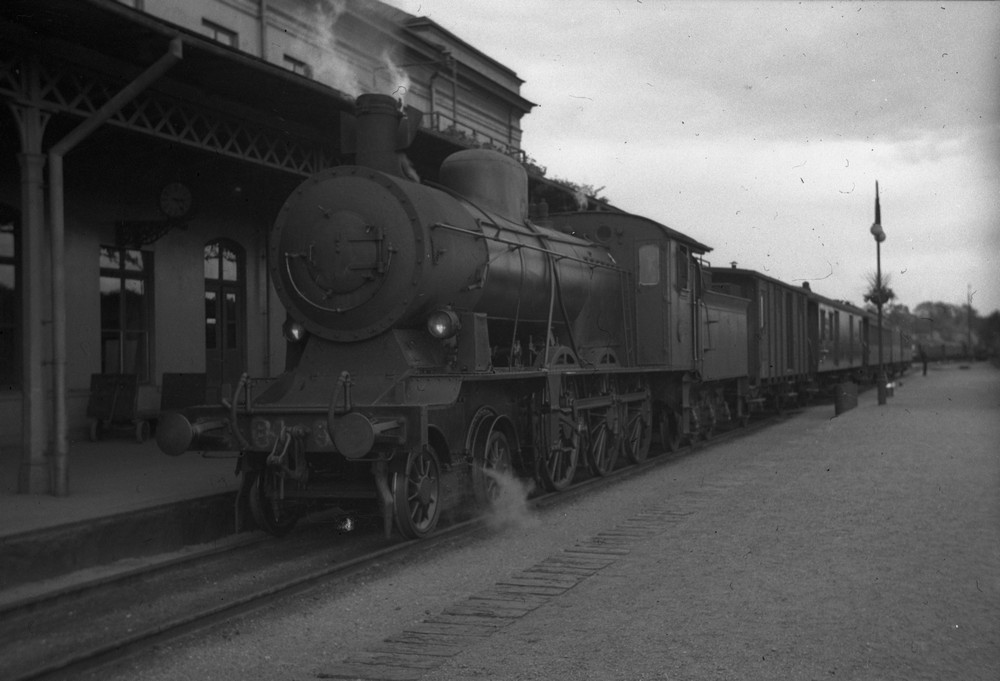
BJ H3 83. Tillverkat 1916 av VMF för Bergslagernas Järnvägar med tillverkningsnummer 223. Totalt tillverkades 4 lok av denna typ av VMF för BJ 1916 (Tillverkningsnummer 223-226).
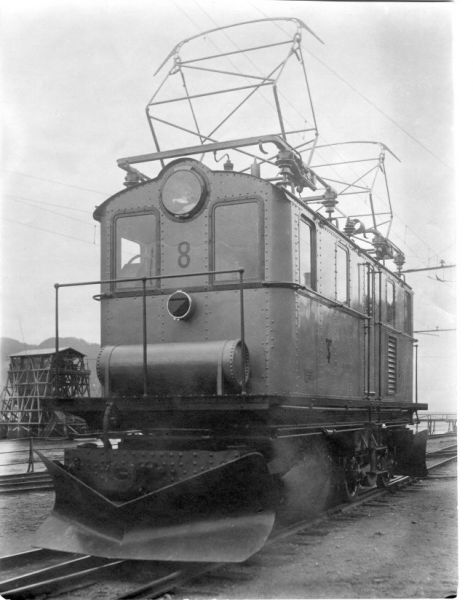
ST 8. Tillverkat 1917 av ASEA i samarbete med VMF för Thamshavnsbanen i Norge. Totalt tillverkades 2 lok för Thamshavnsbanen av VMF. (Tillverkningsnummer 245-246)

## Förteckning över tillverkningsnummer fram till 1917
| Tillverkningsnr. | År   | Kund                                       | Kundens beteckning |
| 1                | 1901 | Statens Järnvägar                          | Kd2 692            |
| 2                | 1901 | Statens Järnvägar                          | Kd2 693            |
| 3                | 1901 | Statens Järnvägar                          | Kd2 694            |
| 4                | 1901 | Statens Järnvägar                          | Kd2 695            |
| 5                | 1901 | Statens Järnvägar                          | Kd2 696            |
| 6                | 1901 | Statens Järnvägar                          | Kd2 697            |
| 7                | 1901 | Statens Järnvägar                          | Kd2 698            |
| 8                | 1901 | Statens Järnvägar                          | Kd2 699            |
| 9                | 1901 | Statens Järnvägar                          | Kd2 700            |
| 10               | 1901 | Statens Järnvägar                          | Kd2 701            |
| 11               | 1901 | Lund-Bjäreds Järnväg                       | Nr 1               |
| 12               | 1901 | Lund-Bjäreds Järnväg                       | Nr 2               |
| 13               | 1901 | Falun-Västerdalarnes Järnväg               | Nr 1               |
| 14               | 1902 | Kalmar-Torsås Järnväg                      | Nr 12              |
| 15               | 1902 | Kalmar-Torsås Järnväg                      | Nr 11              |
| 16               | 1902 | Statens Järnvägar                          | Ma 702             |
| 17               | 1902 | Statens Järnvägar                          | Ma 703             |
| 18               | 1902 | Gävle-Dala Järnväg                         | H 42               |
| 19               | 1902 | Gävle-Dala Järnväg                         | H 43               |
| 20               | 1902 | Gävle-Dala Järnväg                         | H 44               |
| 21               | 1902 | Stora Kopparbergs Bergslags AB             | Nr 2               |
| 22               | 1902 | Gävle-Dala Järnväg                         | L3 45              |
| 23               | 1902 | Mönsterås–Åseda Järnväg                    | Nr 1               |
| 24               | 1902 | Mönsterås–Åseda Järnväg                    | Nr 2               |
| 25               | 1902 | LKAB                                       | N 1                |
| 26               | 1902 | LKAB                                       | N 2                |
| 27               | 1903 | Statens Järnvägar                          | Mb 761             |
| 28               | 1903 | Statens Järnvägar                          | Mb 762             |
| 29               | 1903 | Statens Järnvägar                          | Mb 763             |
| 30               | 1903 | Statens Järnvägar                          | Mb 764             |
| 31               | 1903 | Gävle-Dala Järnväg                         | Nr 48              |
| 32               | 1903 | Gävle-Dala Järnväg                         | Nr 49              |
| 33               | 1903 | Gävle-Dala Järnväg                         | Nr 50              |
| 34               | 1903 | Gävle-Dala Järnväg                         | Nr 46              |
| 35               | 1903 | Gävle-Dala Järnväg                         | Nr 47              |
| 36               | 1904 | Frövi–Ludvika Järnväg                      | Nr 18              |
| 37               | 1904 | Frövi–Ludvika Järnväg                      | Nr 19              |
| 38               | 1904 | Frövi–Ludvika Järnväg                      | Nr 20              |
| 39               | 1904 | Oxelösund–Flen–Västmanlands Järnväg        | U 35               |
| 40               | 1904 | Oxelösund-Flen-Västmanlands Järnväg        | U 36               |
| 41               | 1904 | Stockholm-Rimbo Järnväg                    | Nr 7               |
| 42               | 1904 | Stockholm-Rimbo Järnväg                    | Nr 8               |
| 43               | 1905 | Oxelösund -Flen-Västmanlands Järnväg       | M 44               |
| 44               | 1905 | Oxelösund -Flen-Västmanlands Järnväg       | M 45               |
| 45               | 1905 | Lund-Revinge Järnväg                       | Nr 1               |
| 46               | 1905 | Lund-Revinge Järnväg                       | Nr 2               |
| 47               | 1905 | Stora Kopparbergs Bergslags AB             | Nr 6               |
| 48               | 1906 | Statens Järnvägar                          | L 844              |
| 49               | 1906 | Statens Järnvägar                          | L 845              |
| 50               | 1906 | Stockholm-Rimbo Järnväg                    | Nr 14              |
| 51               | 1906 | Stockholm-Rimbo Järnväg                    | Nr 15              |
| 52               | 1906 | Stockholm-Rimbo Järnväg                    | Nr 16              |
| 53               | 1906 | Stockholm-Rimbo Järnväg                    | Nr 17              |
| 54               | 1906 | Dala–Ockelbo–Norrsundets Järnväg           | Nr 9               |
| 55               | 1906 | Stockholm-Rimbo Järnväg                    | Nr 18              |
| 56               | 1906 | Dala–Ockelbo–Norrsundets Järnväg           | Nr 11              |
| 57               | 1906 | Frövi–Ludvika Järnväg                      | Nr 21              |
| 58               | 1906 | Frövi–Ludvika Järnväg                      | Nr 22              |
| 59               | 1906 | Frövi–Ludvika Järnväg                      | Nr 23              |
| 60               | 1906 | Frövi–Ludvika Järnväg                      | Nr 24              |
| 61               | 1907 | Uppsala–Gävle Järnväg                      | B 22               |
| 62               | 1907 | Uppsala–Gävle Järnväg                      | B 23               |
| 63               | 1907 | Uppsala–Gävle Järnväg                      | B 24               |
| 64               | 1907 | Statens Järnvägar                          | Tb 892             |
| 65               | 1907 | Statens Järnvägar                          | Tb 893             |
| 66               | 1907 | Stockholm–Västerås–Bergslagens Järnvägar   | Y3 15              |
| 67               | 1907 | Stockholm–Västerås–Bergslagens Järnvägar   | Y3 16              |
| 68               | 1907 | Stockholm–Västerås–Bergslagens Järnvägar   | Y3 17              |
| 69               | 1907 | Stockholm–Västerås–Bergslagens Järnvägar   | Y3 18              |
| 70               | 1907 | Dala–Ockelbo–Norrsundets Järnväg           | Nr 10              |
| 71               | 1908 | Stora Kopparbergs Bergslags AB             | Nr 2               |
| 72               | 1907 | Statens Järnvägar                          | Tb 894             |
| 73               | 1907 | Statens Järnvägar                          | Tb 895             |
| 74               | 1907 | Statens Järnvägar                          | Tb 896             |
| 75               | 1907 | Statens Järnvägar                          | Tb 897             |
| 76               | 1908 | Statens Järnvägar                          | Tb 898             |
| 77               | 1908 | Statens Järnvägar                          | Tb 899             |
| 78               | 1908 | Statens Järnvägar                          | Tb 929             |
| 79               | 1908 | Statens Järnvägar                          | Tb 930             |
| 80               | 1908 | Statens Järnvägar                          | Tb 931             |
| 81               | 1908 | Statens Järnvägar                          | Tb 932             |
| 82               | 1908 | Statens Järnvägar                          | S 943              |
| 83               | 1908 | Statens Järnvägar                          | S 944              |
| 84               | 1908 | Statens Järnvägar                          | S 945              |
| 85               | 1908 | Statens Järnvägar                          | S 946              |
| 86               | 1908 | Statens Järnvägar                          | S 947              |
| 87               | 1908 | Statens Järnvägar                          | L 962              |
| 88               | 1908 | Statens Järnvägar                          | L 963              |
| 89               | 1908 | Statens Järnvägar                          | L 964              |
| 90               | 1908 | Statens Järnvägar                          | L 965              |
| 91               | 1908 | Statens Järnvägar                          | L 966              |
| 92               | 1908 | Gävle-Dala Järnväg                         | N 53               |
| 93               | 1908 | Gävle-Dala Järnväg                         | N 54               |
| 94               | 1909 | Gävle-Dala Järnväg                         | N 55               |
| 95               | 1909 | Gävle-Dala Järnväg                         | N 56               |
| 96               | 1909 | Statens Järnvägar                          | E 979              |
| 97               | 1909 | Statens Järnvägar                          | E 980              |
| 98               | 1909 | Statens Järnvägar                          | E 981              |
| 99               | 1909 | Statens Järnvägar                          | E 982              |
| 100              | 1909 | Statens Järnvägar                          | E 983              |
| 101              | 1909 | Statens Järnvägar                          | E 984              |
| 102              | 1909 | Stockholm–Västerås–Bergslagens Järnvägar   | Nr 19              |
| 103              | 1909 | Stockholm–Västerås–Bergslagens Järnvägar   | Nr 20              |
| 104              | 1910 | Vagns- & Maskinfabriksaktiebolaget i Falun |                    |
| 105              | 1909 | Stora Kopparbergs Bergslags AB             | Nr 4               |
| 106              | 1909 | Glava Glasbruks Järnväg                    | Nr 2 Glafa         |
| 107              | 1909 | Byvalla-Långshyttans Järnväg               | Nr 5 Thor          |
| 108              | 1910 | Statens Järnvägar                          | S 1053             |
| 109              | 1910 | Statens Järnvägar                          | S 1054             |
| 110              | 1910 | Statens Järnvägar                          | S 1055             |
| 111              | 1910 | Statens Järnvägar                          | S 1056             |
| 112              | 1910 | Statens Järnvägar                          | S 1057             |
| 113              | 1910 | Statens Järnvägar                          | S 1058             |
| 114              | 1910 | Bruzafors-Hällefors AB                     | Bruzafors          |
| 115              | 1910 | Malmö-Simrishamn Järnvägar                 | Nr 20              |
| 116              | 1910 | Malmö-Simrishamn Järnvägar                 | Nr 21              |
| 117              | 1910 | Statens Järnvägar                          | E 1071             |
| 118              | 1910 | Statens Järnvägar                          | E 1072             |
| 119              | 1910 | Statens Järnvägar                          | E 1073             |
| 120              | 1910 | Statens Järnvägar                          | E 1074             |
| 121              | 1910 | Statens Järnvägar                          | E 1075             |
| 122              | 1910 | Statens Järnvägar                          | Ke 1076            |
| 123              | 1910 | Statens Järnvägar                          | Ke 1077            |
| 124              | 1910 | Statens Järnvägar                          | Ke 1078            |
| 125              | 1910 | Statens Järnvägar                          | Ke 1079            |
| 126              | 1910 | Statens Järnvägar                          | Ke 1080            |
| 127              | 1911 | Statens Järnvägar                          | E 1091             |
| 128              | 1911 | Statens Järnvägar                          | E 1092             |
| 129              | 1911 | Statens Järnvägar                          | E 1093             |
| 130              | 1911 | Kalmar järnväg                             | L3 14              |
| 131              | 1911 | Kalmar-Berga Järnväg                       | Nr 9               |
| 132              | 1911 | Kalmar-Torsås Järnväg                      | Nr 14              |
| 133              | 1911 | Statens Järnvägar                          | E 1096             |
| 134              | 1911 | Statens Järnvägar                          | E 1097             |
| 135              | 1911 | Statens Järnvägar                          | E 1098             |
| 136              | 1911 | Statens Järnvägar                          | E 1099             |
| 137              | 1915 | Statens Järnvägar                          | S 1247             |
| 138              | 1915 | Statens Järnvägar                          | S 1248             |
| 139              | 1915 | Statens Järnvägar                          | S 1249             |
| 140              | 1915 | Statens Järnvägar                          | S 1250             |
| 141              | 1917 | Statens Järnvägar                          | Ob 32              |
| 142              | 1917 | Statens Järnvägar                          | Ob 33              |
| 143              | 1917 | Statens Järnvägar                          | Ob 34              |
| 144              | 1917 | Statens Järnvägar                          | Ob 35              |
| 145              | 1917 | Statens Järnvägar                          | Ob 36              |
| 146              | 1917 | Statens Järnvägar                          | Ob 37              |
| 147              | 1917 | Statens Järnvägar                          | Ob 38              |
| 148              | 1917 | Statens Järnvägar                          | Ob 39              |
| 149              | 1912 | Statens Järnvägar                          | E 1126             |
| 150              | 1912 | Statens Järnvägar                          | E 1127             |
| 151              | 1912 | Statens Järnvägar                          | E 1128             |
| 152              | 1911 | LKAB                                       | N 3                |
| 153              | 1915 | Statens Järnvägar                          | Pa 27              |
| 154              | 1914 | Statens Järnvägar                          | Pa 28              |
| 155              | 1914 | Stockholm–Västerås–Bergslagens Järnvägar   | Y3 69              |
| 156              | 1914 | Stockholm–Västerås–Bergslagens Järnvägar   | Y3 70              |
| 157              | 1912 | Statens Järnvägar                          | N 1129             |
| 158              | 1912 | Statens Järnvägar                          | N 1130             |
| 159              | 1912 | Statens Järnvägar                          | N 1131             |
| 160              | 1912 | Statens Järnvägar                          | N 1132             |
| 161              | 1912 | Statens Järnvägar                          | N 1133             |
| 162              | 1912 | Statens Järnvägar                          | N 1134             |
| 163              | 1912 | Kalmar-Berga Järnväg                       | Nr 19              |
| 164              | 1913 | Hultsfred-Västerviks Järnväg               | Nr 23              |
| 165              | 1913 | Västervik-Åtvidaberg-Bersbo Järnväg        | Nr 26              |
| 166              | 1913 | Norsholm-Bersbo Järnväg                    | Nr 15              |
| 167              | 1913 | Statens Järnvägar                          | E 1151             |
| 168              | 1913 | Statens Järnvägar                          | E 1152             |
| 169              | 1913 | Statens Järnvägar                          | E 1153             |
| 170              | 1913 | Gävle-Dala Järnväg                         | U1 60              |
| 171              | 1913 | Gävle-Dala Järnväg                         | U1 61              |
| 172              | 1913 | Gävle-Dala Järnväg                         | U1 62              |
| 173              | 1913 | Frövi-Ludvika Järnväg                      | Nr 1               |
| 174              | 1913 | Oxelösund-Flen-Västmanlands Järnväg        | N 37               |
| 175              | 1914 | Statens Järnvägar                          | E 1195             |
| 176              | 1914 | Statens Järnvägar                          | E 1196             |
| 177              | 1914 | Statens Järnvägar                          | Ke 1197            |
| 178              | 1914 | Statens Järnvägar                          | Ke 1198            |
| 179              | 1914 | Statens Järnvägar                          | Ke 1199            |
| 180              | 1914 | Statens Järnvägar                          | Ke 1210            |
| 181              | 1914 | Statens Järnvägar                          | Ke 1211            |
| 182              | 1914 | Statens Järnvägar                          | Ke 1212            |
| 183              | 1914 | LKAB                                       | N 10               |
| 184              | 1914 | Statens Järnvägar                          | Oa 1               |
| 185              | 1914 | Statens Järnvägar                          | Oa 2               |
| 186              | 1914 | Statens Järnvägar                          | Oa 3               |
| 187              | 1914 | Statens Järnvägar                          | Oa 4               |
| 188              | 1914 | Statens Järnvägar                          | Oa 5               |
| 189              | 1914 | Statens Järnvägar                          | Oa 6               |
| 190              | 1914 | Statens Järnvägar                          | Oa 7               |
| 191              | 1914 | Statens Järnvägar                          | Oa 8               |
| 192              | 1915 | Statens Järnvägar                          | Oa 9               |
| 193              | 1915 | Statens Järnvägar                          | Oa 10              |
| 194              | 1915 | Statens Järnvägar                          | Oa 11              |
| 195              | 1915 | Statens Järnvägar                          | Oa 12              |
| 196              | 1915 | Statens Järnvägar                          | Oa 13              |
| 197              | 1915 | Statens Järnvägar                          | Oa 14              |
| 198              | 1915 | Statens Järnvägar                          | Oa 15              |
| 199              | 1915 | Statens Järnvägar                          | Oa 16              |
| 200              | 1915 | Statens Järnvägar                          | Oa 17              |
| 201              | 1915 | Statens Järnvägar                          | Oa 18              |
| 202              | 1915 | Statens Järnvägar                          | Oa 19              |
| 203              | 1915 | Statens Järnvägar                          | Oa 20              |
| 204              | 1915 | Statens Järnvägar                          | Oa 21              |
| 205              | 1915 | Statens Järnvägar                          | Oa 22              |
| 206              | 1914 | Statens Järnvägar                          | Oa 23              |
| 207              | 1914 | Statens Järnvägar                          | Oa 24              |
| 208              | 1915 | Statens Järnvägar                          | Oa 25              |
| 209              | 1915 | Statens Järnvägar                          | Oa 26              |
| 210              | 1915 | Kalmar-Berga Järnväg                       | KBJ 20             |
| 211              | 1915 | Hofors Bruk                                | Nr 2               |
| 212              | 1915 | LKAB                                       | N 11               |
| 213              | 1915 | Statens Järnvägar                          | E 1238             |
| 214              | 1915 | Statens Järnvägar                          | E 1239             |
| 215              | 1915 | Statens Järnvägar                          | E 1240             |
| 216              | 1916 | Statens Järnvägar                          | Sa 1258            |
| 217              | 1916 | Statens Järnvägar                          | Sa 1259            |
| 218              | 1916 | Statens Järnvägar                          | Sa 1260            |
| 219              | 1916 | Statens Järnvägar                          | Sa 1274            |
| 220              | 1916 | Statens Järnvägar                          | Sa 1275            |
| 221              | 1916 | Statens Järnvägar                          | Sa 1276            |
| 222              | 1916 | Statens Järnvägar                          | Sa 1277            |
| 223              | 1916 | Bergslagernas Järnvägar                    | H3 83              |
| 224              | 1916 | Bergslagernas Järnvägar                    | H3 84              |
| 225              | 1916 | Bergslagernas Järnvägar                    | H3 85              |
| 226              | 1916 | Bergslagernas Järnvägar                    | H3 86              |
| 227              | 1916 | Örebro-Köpings Järnväg                     | Nr 7               |
| 228              | 1917 | Örebro-Köpings Järnväg                     | Nr 8               |
| 229              | 1916 | Stora Kopparbergs Bergslags AB             | Nr 9               |
| 230              | 1917 | Stockholm–Västerås–Bergslagens Järnvägar   | Y 75               |
| 231              | 1917 | Stockholm–Västerås–Bergslagens Järnvägar   | Y 76               |
| 232              | 1917 | Stockholm–Västerås–Bergslagens Järnvägar   | Y 77               |
| 233              | 1917 | Statens Järnvägar                          | N 1301             |
| 234              | 1917 | Statens Järnvägar                          | N 1302             |
| 235              | 1917 | Statens Järnvägar                          | N 1303             |
| 236              | 1917 | Statens Järnvägar                          | N 1304             |
| 237              | 1917 | Statens Järnvägar                          | N 1305             |
| 238              | 1917 | Statens Järnvägar                          | E 1329             |
| 239              | 1917 | Statens Järnvägar                          | E 1330             |
| 240              | 1917 | Statens Järnvägar                          | E 1331             |
| 241              | 1917 | Statens Järnvägar                          | E 1332             |
| 242              | 1917 | Statens Järnvägar                          | E 1333             |
| 243              | 1917 | Statens Järnvägar                          | E 1334             |
| 244              | 1917 | Statens Järnvägar                          | E 1335             |
| 245              | 1917 | Thamshavnsbanen (Norge)                    | Nr 7               |
| 246              | 1917 | Thamshavnsbanen (Norge)                    | Nr 8               |